# Edad de los Metales
La Edad de los Metales es una de las tres grandes etapas tecnológicas en las que tradicionalmente se ha subdividido a la prehistoria euroasiática. Comienza en el 6000 a. C. y termina en el 1000a. C. Por definición, es el periodo que siguió a la Edad de Piedra y durante el cual el ser humano empezó a fabricar objetos de metal fundido. La existencia de procesos metalúrgicos es indispensable para adscribir una cultura arqueológica a esta etapa, ya que los metales nativos eran trabajados por martilleado desde las fases iniciales del Neolítico. Siguiendo este criterio, la Edad de los Metales comenzaría con las primeras evidencias de fundición del cobre, que son del VI milenio a. C. (en Anatolia y los montes Zagros) y acabaría con la progresiva entrada en la historia de cada región (en Europa esto se produjo durante el I milenio a. C.). En Mesopotamia y Egipto coincide ya con el desarrollo de la escritura y por tanto la metalurgia allí es plenamente histórica.

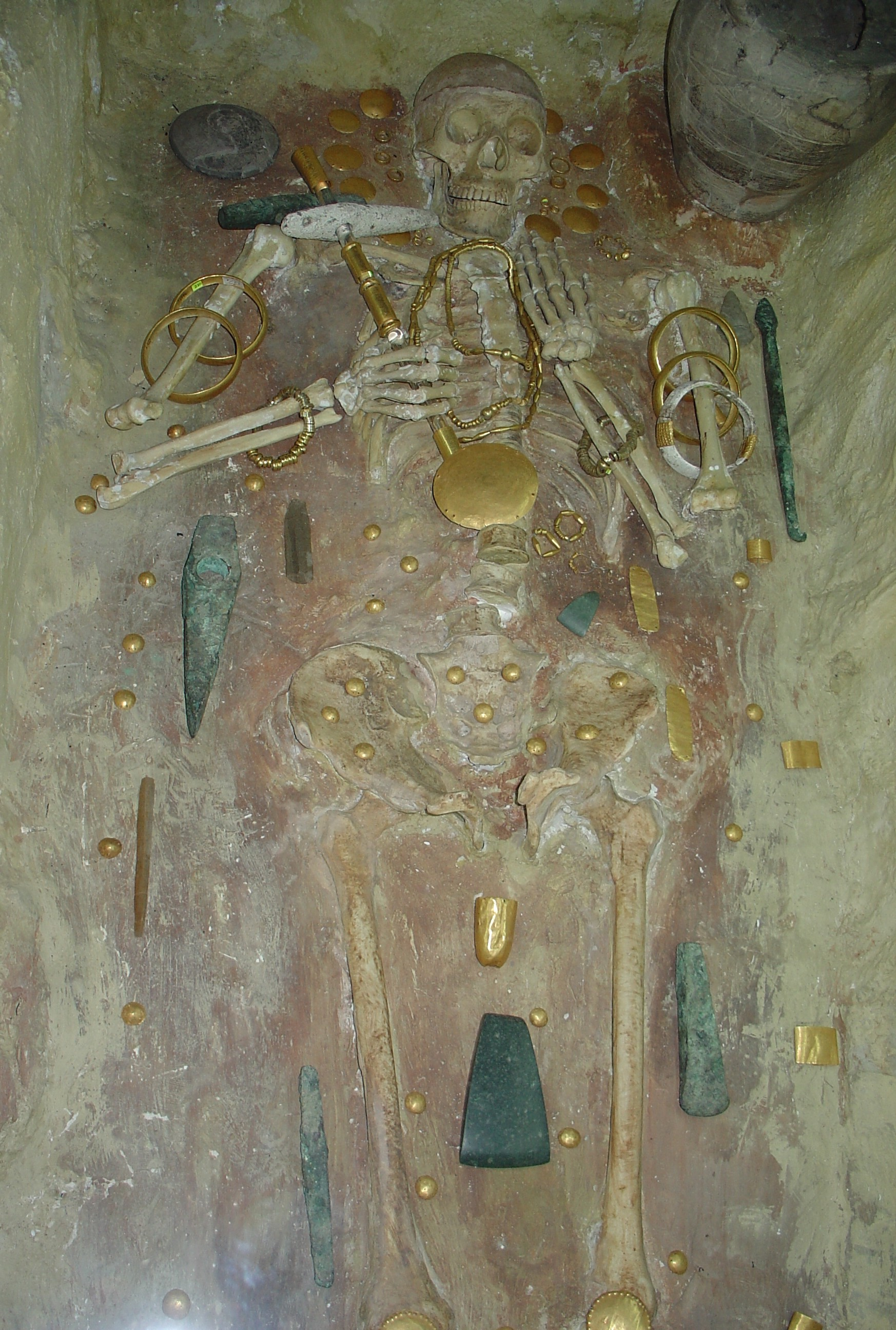
Sepultura 43 de la Necrópolis de Varna, el primer oro trabajado del mundo.

Los primeros indicios de metalurgia en Europa proceden de la península de los Balcanes, alrededor del 4500 a. C., y son de origen autóctono. Para el resto del continente, las evidencias aparecen durante la segunda mitad del IV milenio a. C., aunque su generalización y el consecuente abandono de la piedra como elemento básico para la fabricación de artefactos solo se materializó con la llegada del hierro. En el Egipto faraónico, debido a la escasez de materia prima, esta sustitución nunca se llegó a producir.
La definición de Edad de los Metales, sin embargo, no es de uso académico común en todos los países e idiomas. En inglés se suele referir al conjunto de las tres edades como the metal ages (‘las edades de los metales’, sin un nombre concreto). La división en dos grupos del período prehistórico se centra en los límites entre el Pleistoceno y el Holoceno, y entre la protohistoria y la prehistoria. En este artículo, dado que no existen rupturas en el desarrollo de las tecnologías metalúrgicas entre la prehistoria, la protohistoria y la historia a partir de la Antigüedad, se incluyen procesos que se dieron en periodos claramente históricos.

## Europa, Oriente Medio y Asia.
Esta etapa en Eurasia se ha subdividido tradicionalmente en Edad del Cobre o Calcolítico, Edad del Bronce y Edad del Hierro. De manera simplificada, el Calcolítico coincide en la mayor parte de Europa con la segunda mitad del IV milenio a. C. y casi todo el III milenio; el Bronce correspondería al II milenio a. C.; y el Hierro con el I milenio a. C., época en la que el continente entró en la Historia.

### El cobre
El cobre, junto con el oro y la plata, es de los primeros metales utilizados en la prehistoria, tal vez porque, a veces, aparece en forma de pepitas de metal nativo. El objeto de cobre más antiguo conocido hasta el momento es un colgante ovalado procedente de la cueva de Shanidar, en los montes Zagros (Irán), que ha sido datado en niveles correspondientes al 9500 a. C., o sea, a principio del Neolítico, sin embargo, esta pieza es un caso aislado, ya que no es hasta 3000 años más tarde cuando las piezas de cobre martillado en frío comienzan a ser habituales. En efecto, a partir del año 6500 a. C., en varios yacimientos se han encontrado piezas ornamentales y alfileres de cobre manufacturado a partir del martilleado en frío del metal nativo, tanto en los montes Zagros (Ali Kosh en Irán), como en la meseta de Anatolia (Çatal Hüyük, Çayönü o Hacilar, en Turquía).
Varios siglos después los humanos descubrieron que el cobre podía ser extraído de diversos minerales (malaquita, calcopirita, etc.), por medio de la fundición en hornos especiales, en los que se insuflaba oxígeno (soplando por largos tubos o con fuelles) para superar los 1000 °C de temperatura. El objeto de cobre fundido más antiguo que se conoce procede de los montes Zagros, concretamente de Tal-i-Blis (Irán), y se data en el 4100 a. C. Junto a él se hallaron hornos de fundición, crisoles e incluso moldes.

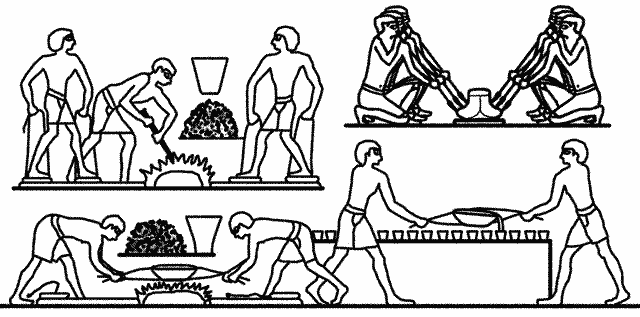
Fundición de cobre en murales funerarios egipcios.

La técnica de fundición del cobre es relativamente sencilla, siempre que los minerales utilizados sean carbonatos de cobre extraídos de algún yacimiento metalífero. La clave está en que el horno alcance la temperatura adecuada, lo cual se conseguía inyectando aire soplando o con fuelles a través de largas toberas. Este sistema se denomina «reducción del metal». Se mezclaba el mineral triturado (por ejemplo, malaquita, un carbonato que posee más de un 50 % de cobre), con carbón de leña. Con el calor, las impurezas van liberándose en forma de monóxido y dióxido de carbono, reduciendo el mineral a un cobre relativamente puro. Al alcanzar los 1000 °C, el metal se licúa depositándose en la zona inferior del horno. Un orificio en el fondo del horno permite que el líquido candente fluya hacia el exterior, donde se recoge en moldes; parte de la escoria queda en el horno y las impurezas del mineral flotan en el metal fundido, por lo que es fácil eliminarlas con un utensilio llamado escariador.
Como el cobre puede volver a fundirse muchas veces, este solía convertirse en lingotes, a veces con una forma peculiar (como los del Mediterráneo oriental, que recuerdan al pellejo de un animal), para luego fabricar diversos objetos por fusión y colado en moldes. El cobre es muy maleable y dúctil, puede martillarse en frío o en caliente, con lo que se duplica su consistencia y dureza. En cualquier caso, resultaba imposible eliminar todas las impurezas del cobre, pero, mientras que algunas eran perjudiciales, como el bismuto, que lo hace quebradizo, otras eran beneficiosas, como el arsénico, que reduce la formación de burbujas en su fundición, pues impide la absorción de gases a través de los poros del molde, asegurando un producto de mejor calidad. El cobre con alto contenido natural en plomo es más blando, lo cual puede ser una ventaja para fabricar recipientes por medio del martilleo de una plancha en forma de disco, curvándola en forma cóncava, para elaborar calderos o cuencos; incluso podía ser repujado. Algunos metalurgistas consideran que estos cobres con impurezas beneficiosas son, en realidad, «bronces naturales».

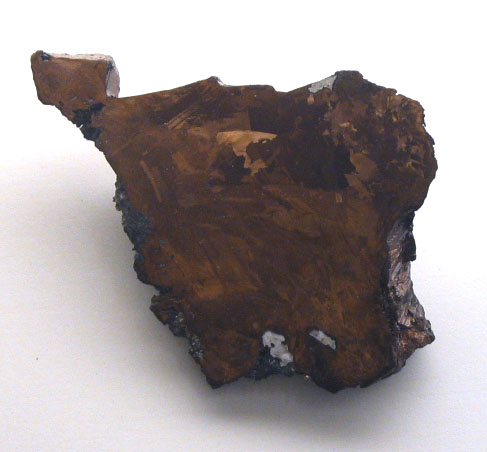
Pepita de cobre nativo.
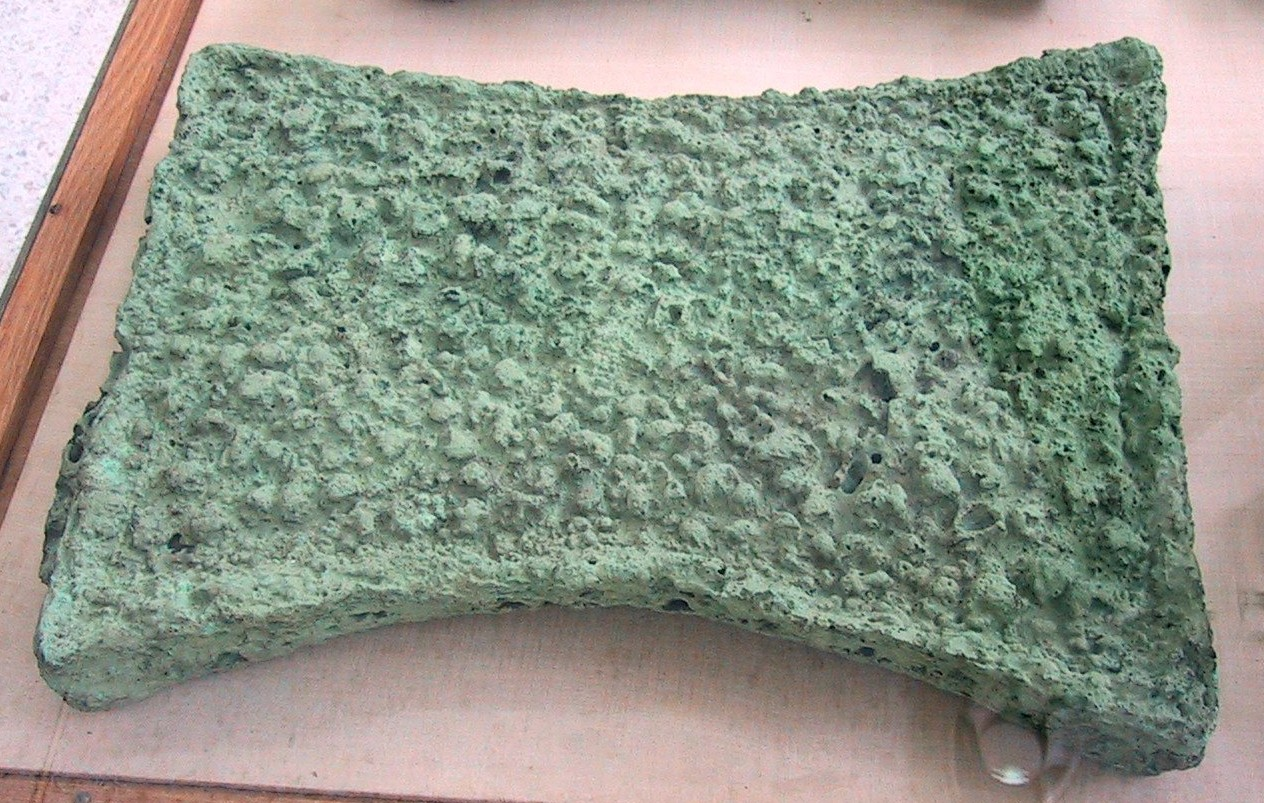
Lingote de cobre del Egeo.
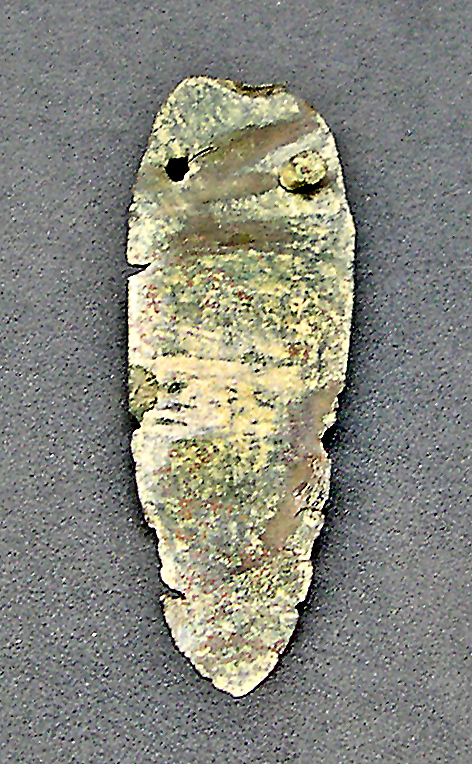
Puñalito de cobre.
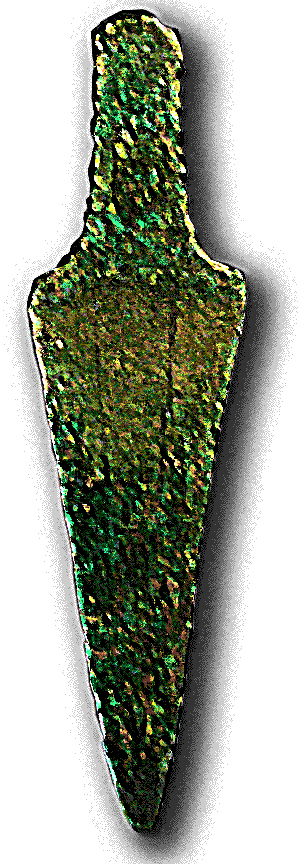
Daga de cobre.

La técnica del cobre no tardó en difundirse por todo el Próximo Oriente, coincidiendo con el nacimiento de las primeras civilizaciones históricas de la zona, principalmente Sumeria y el Antiguo Egipto; pero muchos estudiosos consideran que pudo inventarse en fechas muy parecidas en otras partes de Eurafrasia. Concretamente en Europa hay un avanzado núcleo calcolítico en los Balcanes que incluye ocasionalmente objetos de cobre fundido entre sus hallazgos del IV milenio a. C. (cultura Gulmenita) y todo parece apuntar hacia una invención local. Durante el siguiente milenio y también con carácter autóctono, se detectan procesos metalúrgicos en poblados fortificados del sur de la península ibérica, como Los Millares o Vila Nova de Sao Pedro.
 Estos primeros metales se difundieron por la Europa central y mediterránea durante el III milenio a. C., asociados al vaso campaniforme y a la cerámica cordada.
En Asia central u oriental no puede hablarse de una Edad del Cobre con entidad suficiente, dada su corta duración, ya que el desarrollo de la metalurgia en lugares como la India o China comenzó realmente con el bronce.

### El bronce
La mezcla de cobre con cantidades relativamente reducidas de estaño da lugar a una aleación llamada bronce. La proporción entre el cobre y el estaño es variable: a mayor cantidad de estaño, más tenacidad, pero también menos maleabilidad. En la prehistoria, la cantidad de estaño solía rondar el 10%, pero podía variar desde un 3% en los llamados «bronces blandos», hasta un 25% en los llamados «bronces campaniles» (en la actualidad se le añaden otros metales como el zinc o el plomo, creando los llamados bronces complejos). Se cree que los primeros en añadir estaño al cobre fueron los egipcios, al observar que el estaño daba al cobre mejores cualidades, como la dureza, un punto más bajo de fusión y la perdurabilidad (ya que el estaño no se oxida fácilmente con el aire y es resistente a la corrosión). Además el bronce es reciclable, pudiéndose fundir varias veces para obtener nuevos objetos de otros ya desechados. La técnica de trabajo del bronce es virtualmente idéntica a la del cobre (la única dificultad reside en exceder la temperatura adecuada, lo que podría provocar que el mineral se echase a perder por oxidación). A título de comparación se pueden confrontar el cobre puro, el cobre arsenical y el bronce (con un 10% de estaño) en la tabla de correspondencia que muestra la dureza relativa de los metales:

El empleo del bronce se inició en Mesopotamia. Coincidiendo con la transición del III milenio a. C. al II en el Próximo Oriente se implantó la aleación de bronce y se establecieron las bases de las primeras sociedades estatales complejas, que comenzaron a generar una gran demanda de estaño. Los metalúrgicos de estas áreas, para satisfacer esta y la de otros metales preciosos, debieron de convertirse también en exploradores (a la búsqueda de minas) y comerciantes (que ofrecían sus productos a cambio de las preciadas materias primas). Los sumerios (y sus sucesores), por ejemplo, carecían por completo de minerales metálicos y se sospecha que los importaban de los montes Zagros (donde se había desarrollado el imperio Elamita, con capital en Susa) y del Cáucaso (donde abundan la malaquita y la casiterita).

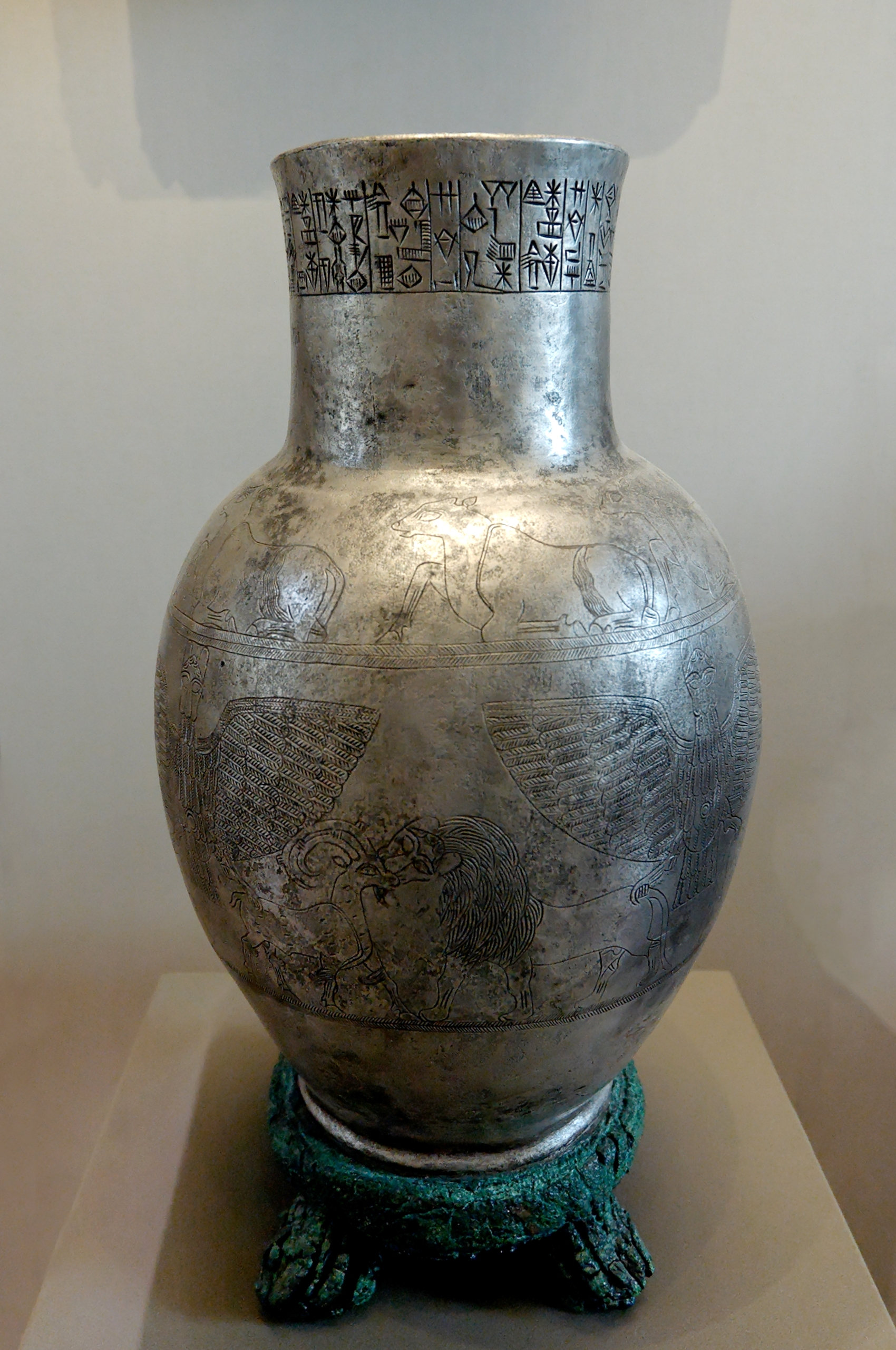
Vaso de plata y bronce procedente de la región de Lagash III milenio a. C..
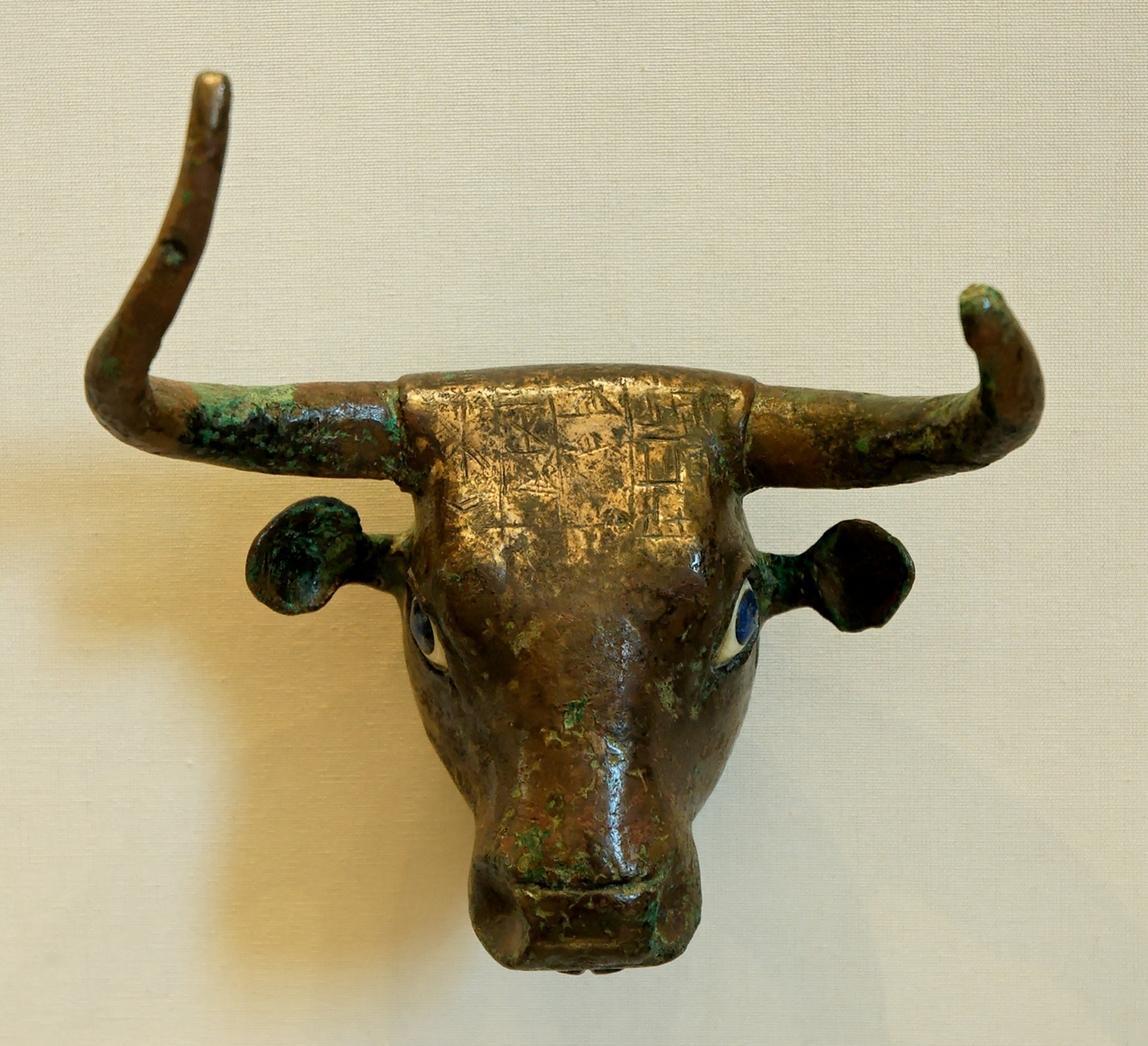
Cabeza de toro en cobre, con los ojos de nácar y lapislázuli III milenio a. C..
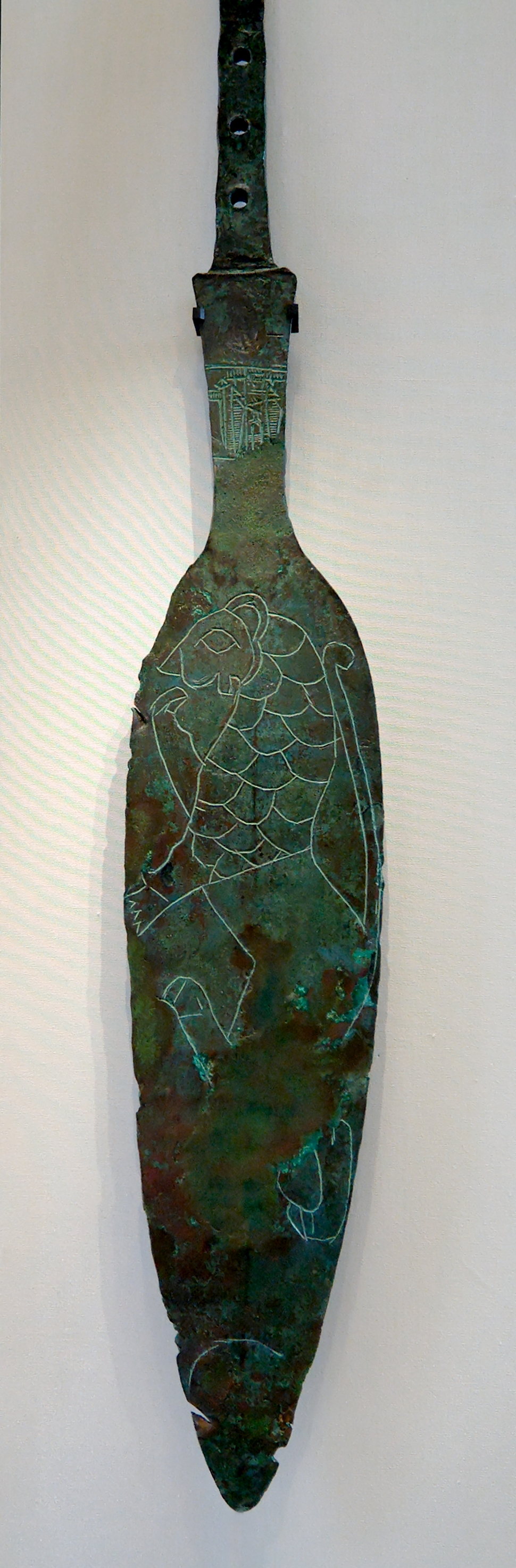
Punta de jabalina de bronce grabado. Misma procedencia que las piezas anteriores.
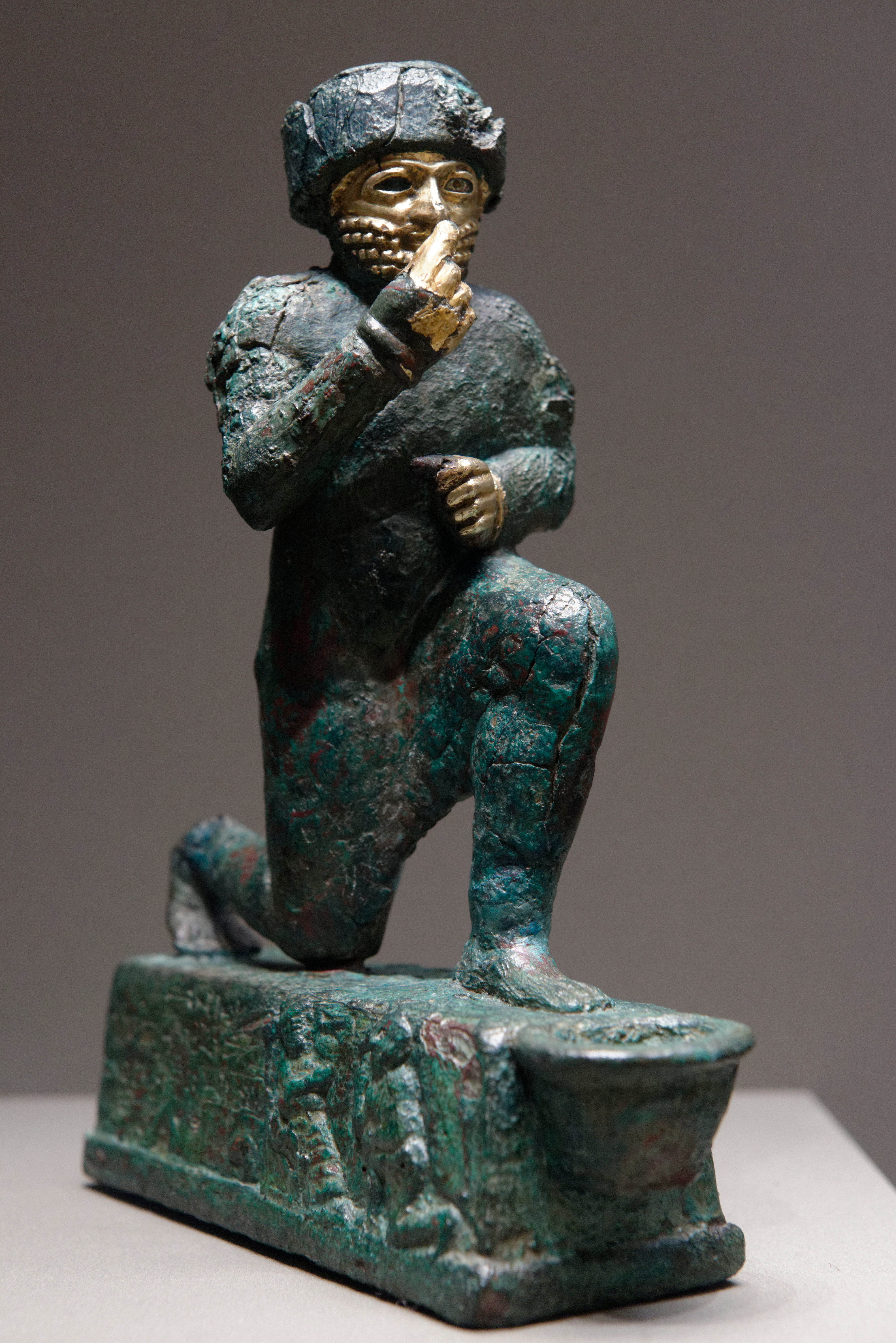
Estatuilla de orante en bronce y oro procedente de Larsa II milenio a. C..

Los antiguos egipcios obtenían la mayor parte del cobre de las minas de Timna, en Aravá, junto al desierto del Néguev, aunque sus relaciones comerciales se extendieron por algunas regiones africanas y por todo el mar Egeo, penetrando en Europa (por todo este continente aparecen piezas de procedencia egipcia, evidenciando algún tipo de intercambio).
Los habitantes de Siria, Palestina, la península de Anatolia y el mar Egeo dirigieron sus expediciones hacia Europa, remontando el río Danubio en busca del estaño de Bohemia y Hungría, o bordeando el Mediterráneo hasta el sur de la península ibérica, donde obtuvieron el cobre argárico. Es posible que siguieran por el Atlántico hasta alcanzar las islas británicas, en busca del cobre y el estaño de Cornualles y el oro de Irlanda. Así, en el milenio II a. C., casi toda Europa entró en la Edad del Bronce. La Edad del Bronce europea se caracteriza, en un principio, por una gran variedad de culturas, algunas de las cuales comparten ciertos rasgos, como la construcción de túmulos funerarios. Cabría destacar, en Europa central, los complejos tecnológicos de Unetice, de los Túmulos y de los Campos de Urnas, que, a pesar de sus evidentes diferencias, parecen compartir cierta continuidad cultural. También habría que mencionar la ibérica de El Argar y todas aquellas que se desarrollaron en la cornisa atlántica, cuya idiosincrasia pervivió hasta épocas históricas.

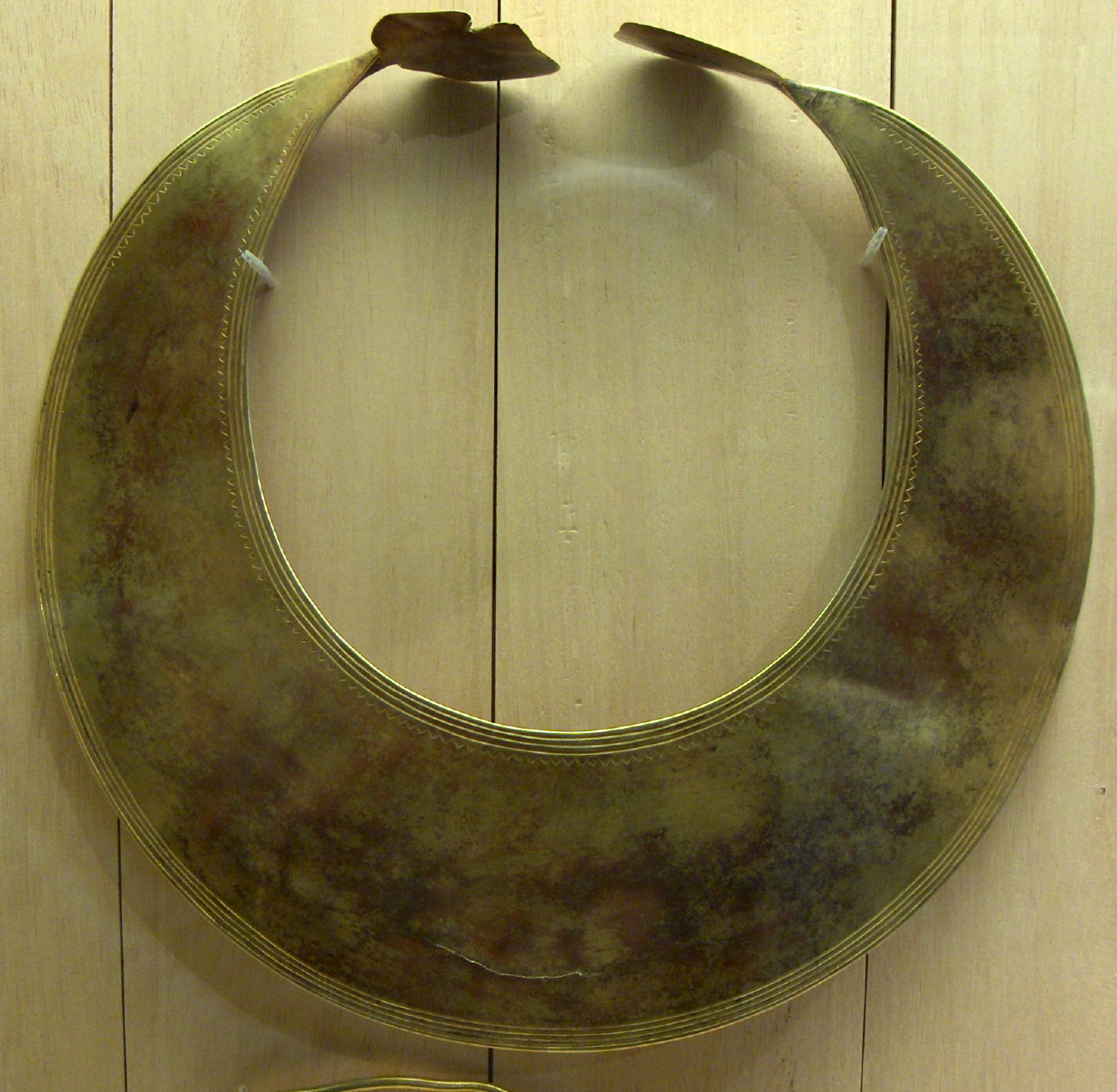
Lúnula pectoral de oro (Irlanda).
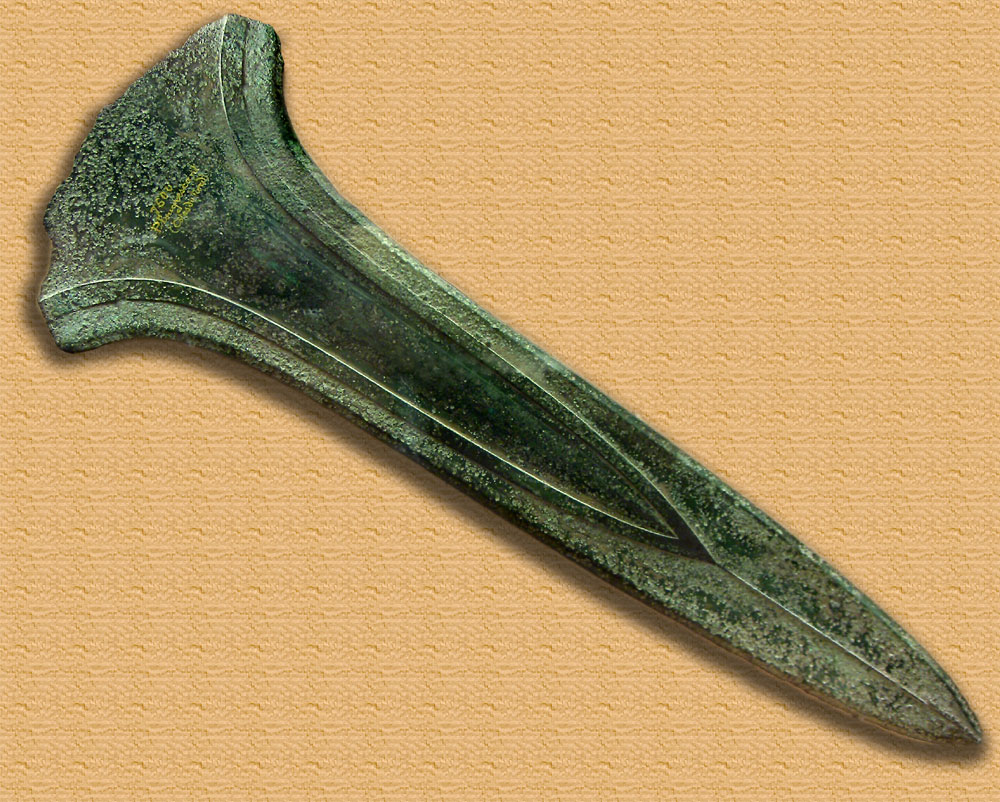
Hoja de espada corta de bronce (Francia).
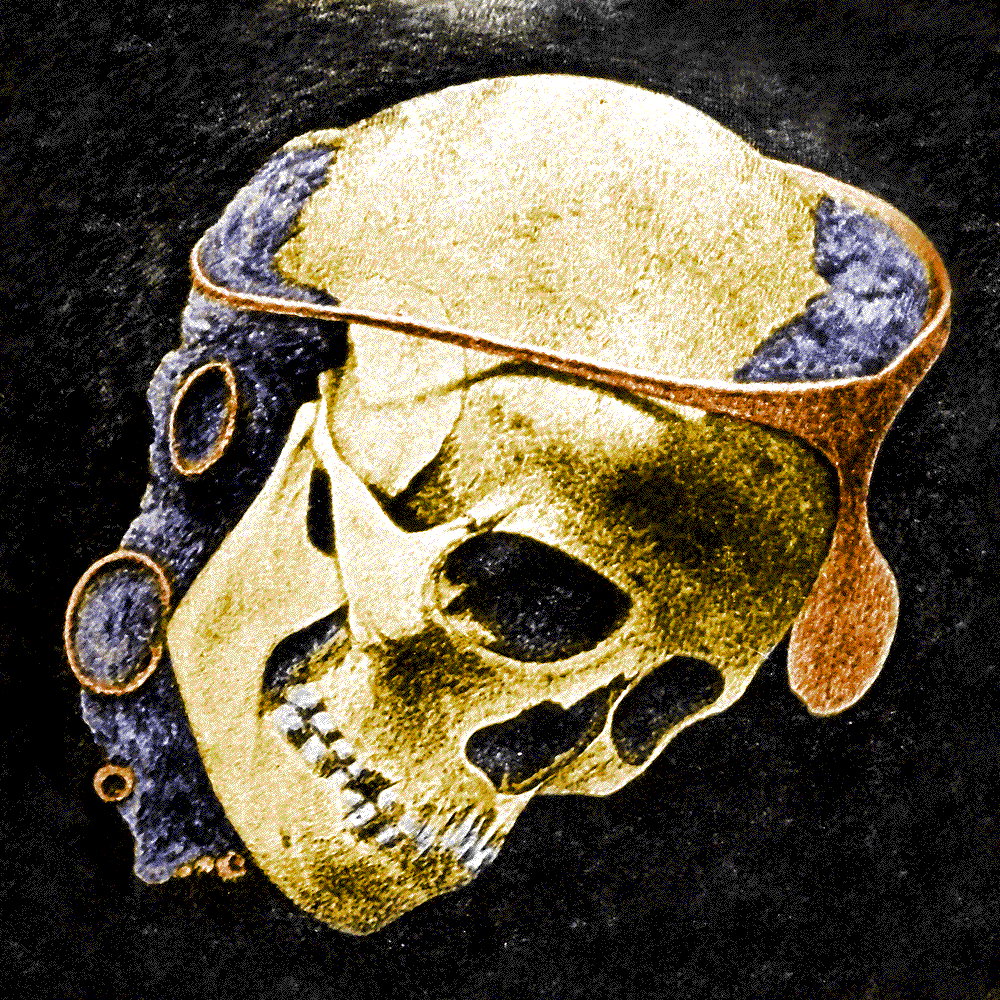
Cráneo con diadema de plata argárica (España).
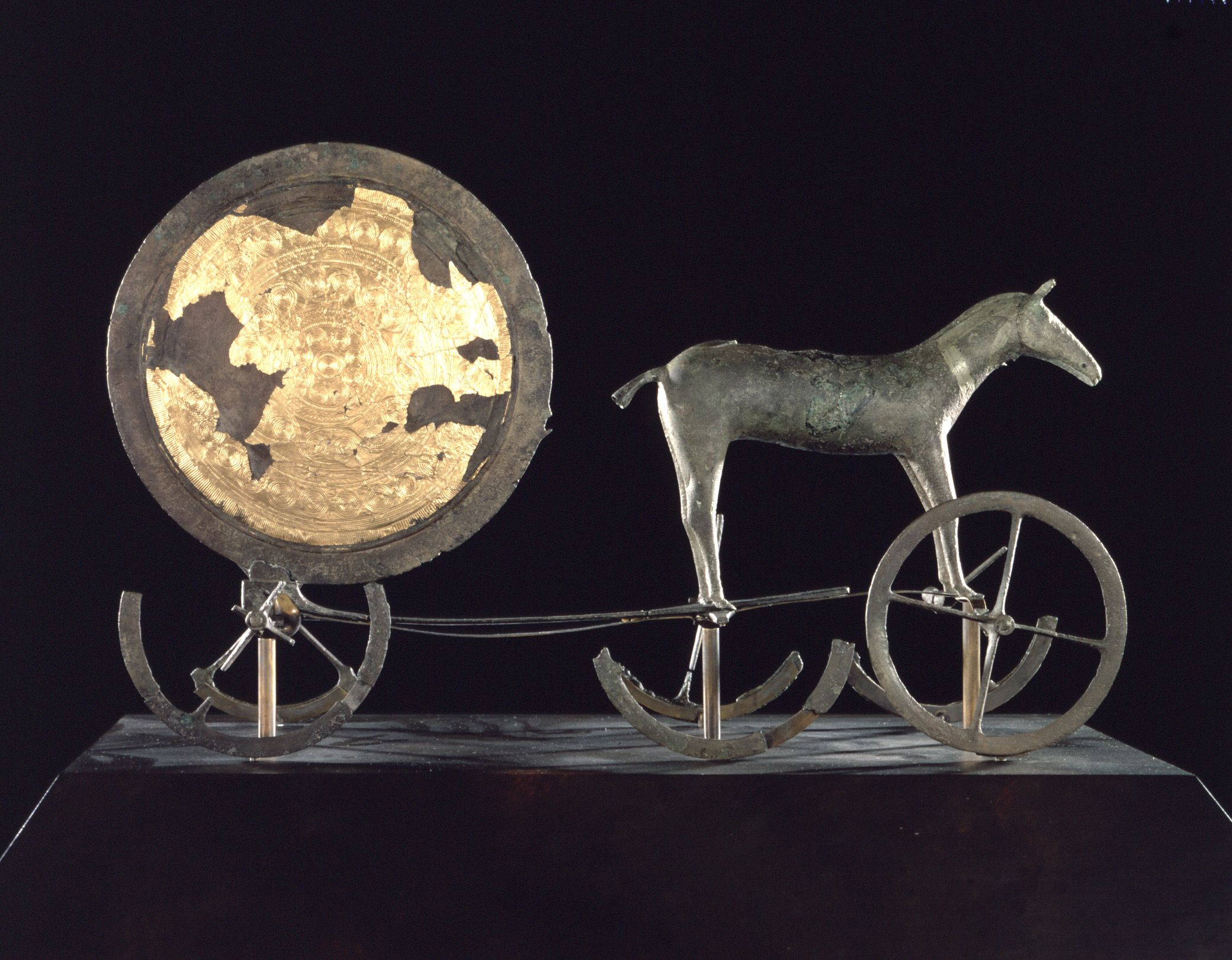
Carro Solar de Trundholm (Dinamarca).

Por lo que respecta a Asia central, se ignora si la metalurgia del bronce fue inventada allí independientemente o fue una importación desde Mesopotamia. En Pakistán, la Edad del Bronce se inició con la cultura del valle del Indo (desde mediados de III milenio hasta mediados del II milenio a. C.), que carecía por completo de fuentes de abastecimiento mineral. De hecho, se sospecha —por la escasez de objetos de bronce y cobre hallados en yacimientos como Harappa o Mohenjo-Daro, y por el retraso en las fechas respecto a otros pueblos del occidente— que, a pesar de su alto grado de desarrollo, dependían de sus contactos con los elamitas del oeste y, a través de ellos, con los mesopotámicos. Así parecen demostrarlo algunos objetos procedentes del Indo encontrados en la región de Diyala, en el valle del Tigris, y varias tablillas escritas de Larsa (datadas en el 1950 a. C.). No es seguro, pero parece ser que de ellos tomaron técnicas tan desarrolladas como la utilización de moldes bivalvos, los remaches y las soldaduras para fabricar piezas complejas e incluso el moldeo a la cera perdida, antes del 2000 a. C.

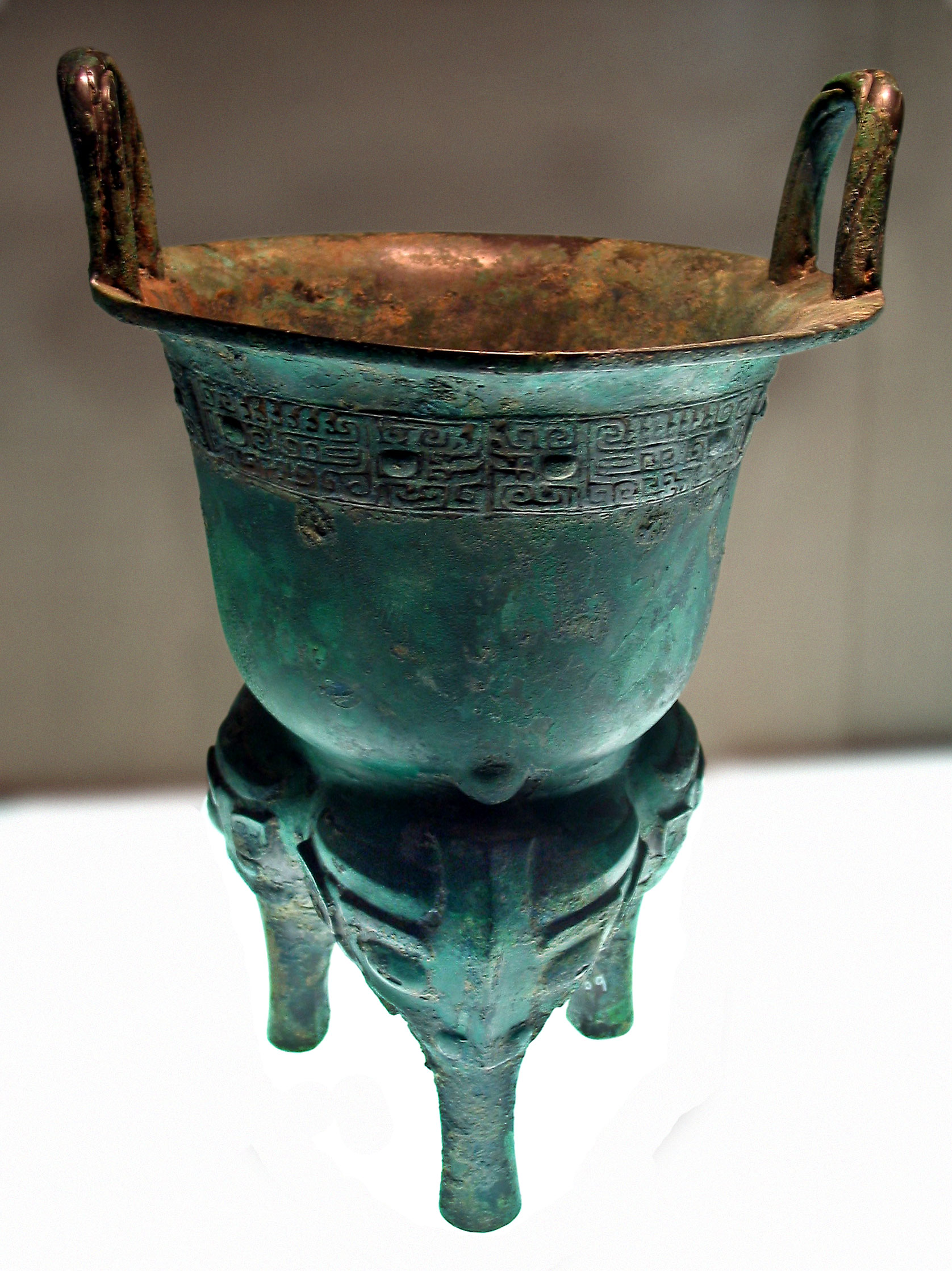
Caldero trípode ceremonial de bronce chino, del tipo «Li-ting».

El proceso peor conocido es el de China. Se sabe que desde fines del IV milenio a. C. fundían cobre arsenical, aunque las piezas eran extremadamente raras (de hecho, no se considera una Edad del Cobre en China, sino que se pasaría directamente del Neolítico al Bronce). Aunque la metalurgia llegó con varios milenios de retraso al extremo Oriente se sospecha que pudo ser inventada independientemente de la del Próximo Oriente, por la originalidad de las técnicas, a veces muy diferentes a las de los pueblos del oeste. La primera cultura de la Edad del Bronce es la que se denomina Erlitou, del II milenio a. C., relacionada con la mítica dinastía Xia (si bien, esto es muy discutible): las antiguas leyendas chinas relatan que el primer rey de esta legendaria dinastía, Yu el Grande (III milenio a. C.), fue un gran fundidor de calderos trípodes ceremoniales de bronce, y agradaban tanto a los dioses que le otorgaron la victoria sobre sus enemigos. Fuere o no cierto, aunque Erlitou sea una cultura sin escritura, supone la transición a Historia de este país y, entre sus creaciones, ya aparecen los prototipos de vasijas ceremoniales de bronce utilizados durante toda la antigüedad por los chinos (sobre todo los calderos circulares de tres patas o cuadrados de cuatro patas llamados li-ting que servían para la carne y una innumerable variedad de vasijas para bebidas, por ejemplo las grandes copas llamadas ku o los calderos yeou...).
A Erlitou le sucede la época Shang (1600 a. C. - 1046 a. C.) durante la cual, en un proceso asombroso, los chinos se pusieron a la altura de cualquier otra región en la metalurgia del bronce. Las excavaciones de una de las capitales del reino, la ciudad de Anyang, han puesto al descubierto dos grandes talleres de fundición con hornos capaces de alcanzar temperaturas muy superiores a las necesarias, pero también con sistemas para controlar la intensidad del calor. Así elaboraron vasijas rituales, hachas, puñales, cascos, armas y armaduras de gran maestría. Muchas de estas piezas estaban destinadas a las tumbas reales de sus alrededores, ya que estas han deparado numerosos objetos ceremoniales de bronce de depurada factura. Los calderos li-ting y las vasijas de bebida con formas zoomorfas son las obras metalúrgicas más originales de la antigüedad china, alcanzando su apogeo al final de la época Shang, desde el 1300 a. C. Sus sucesores los Zhou continuaron la tradición de los vasos rituales que, durante mucho tiempo, se pensó que estaban fabricados por medio de la «cera perdida». Sin embargo, recientes investigaciones han demostrado que los chinos desconocían esa técnica, y que para sus obras maestras utilizaban complicados moldes de arcilla formados por varias partes tan bien ensambladas que no dejaban marcas en las junturas (algunos de más de diez piezas). No hay dos obras iguales porque los moldes se rompían para extraer los bronces.

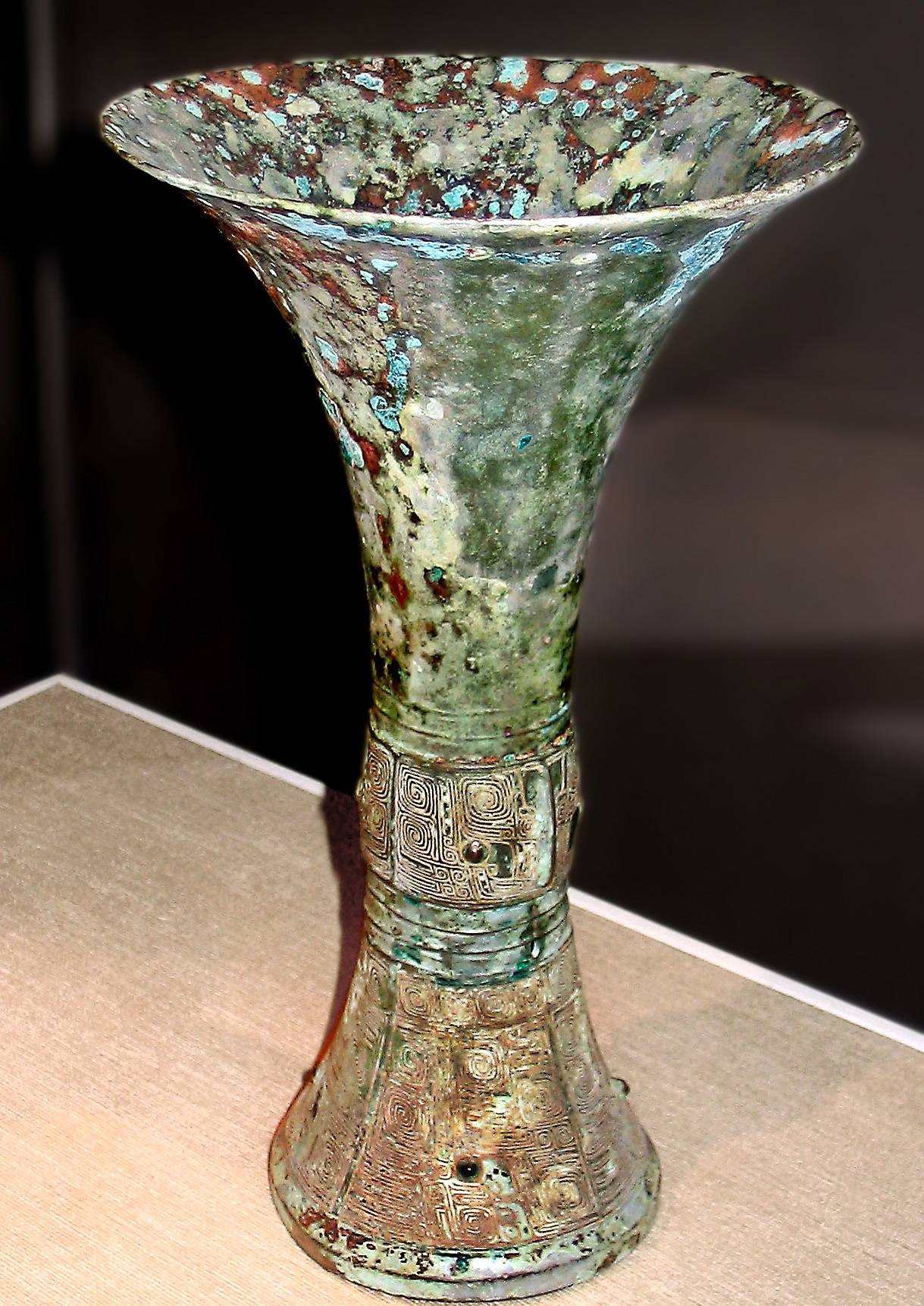
Copa de bronce del tipo llamado «Ku».
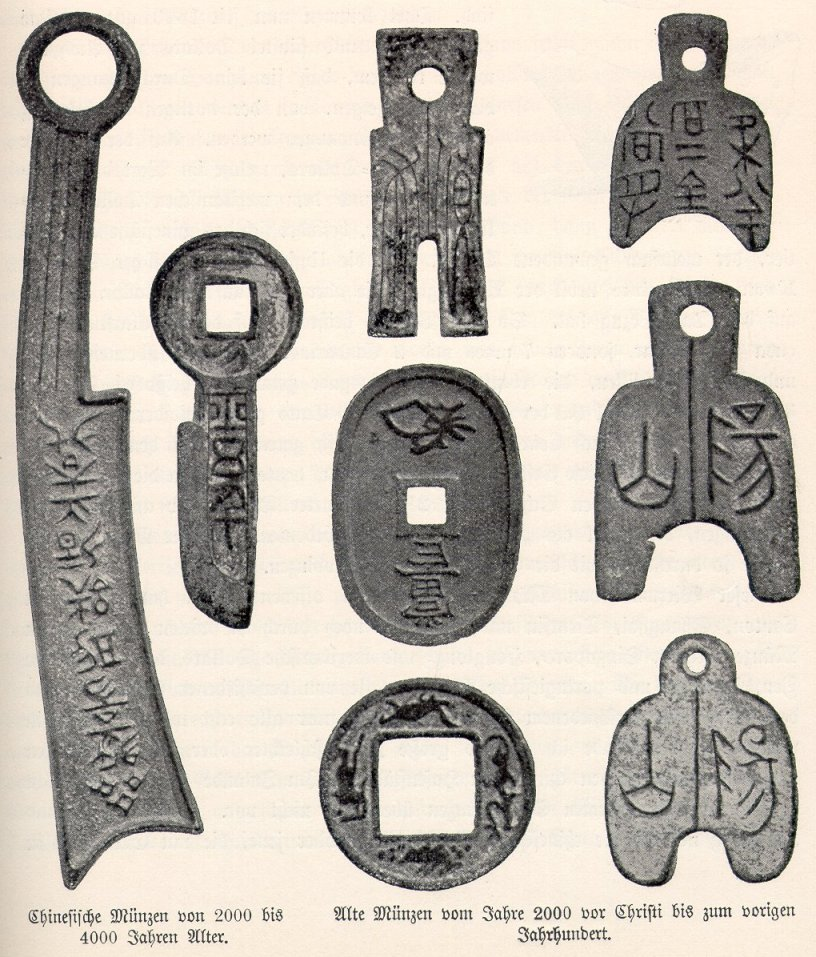
Monedas de bronce de épocas Zhou y Xin con forma de azada.
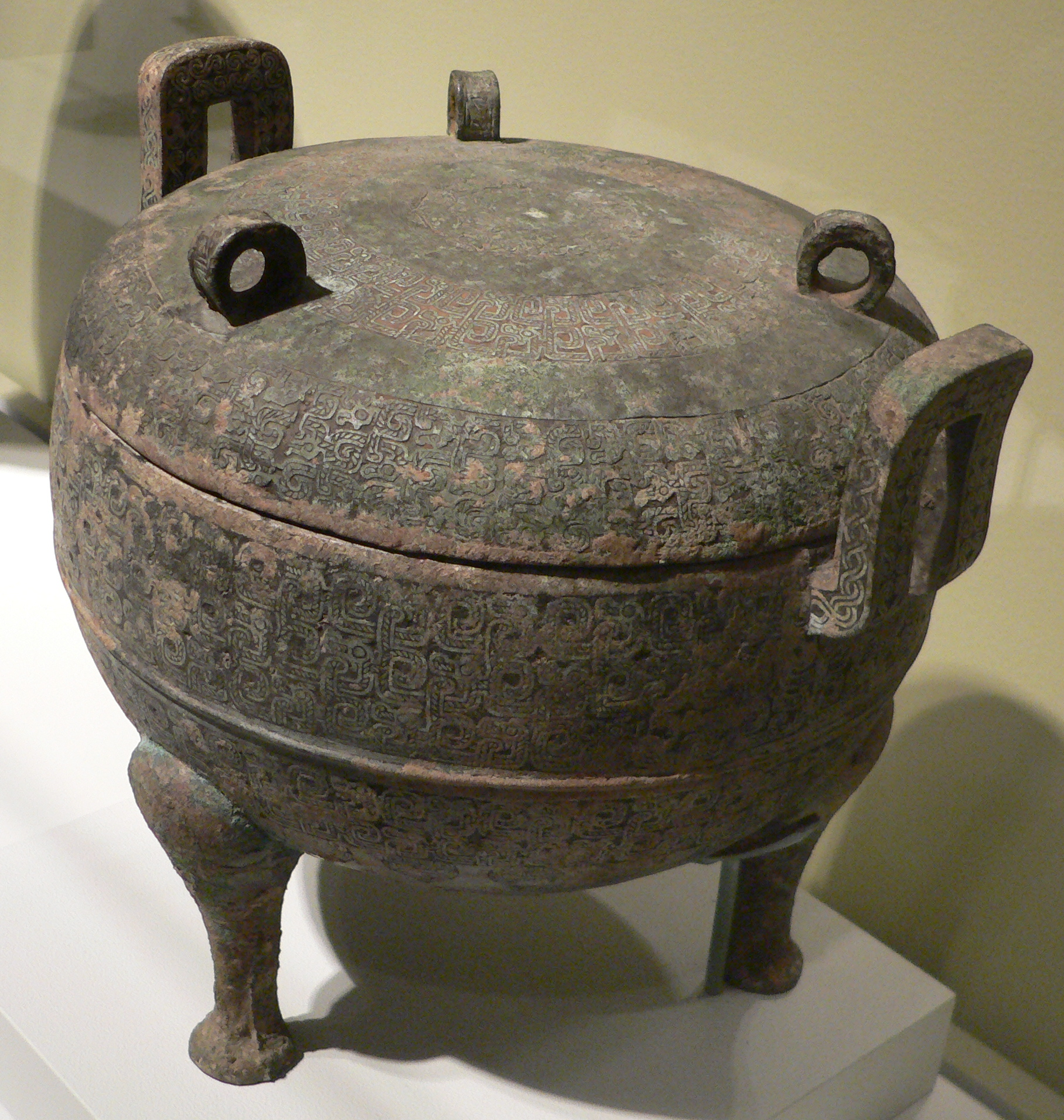
Caldero trípode tipo «Li-ting» de la época Zhou.
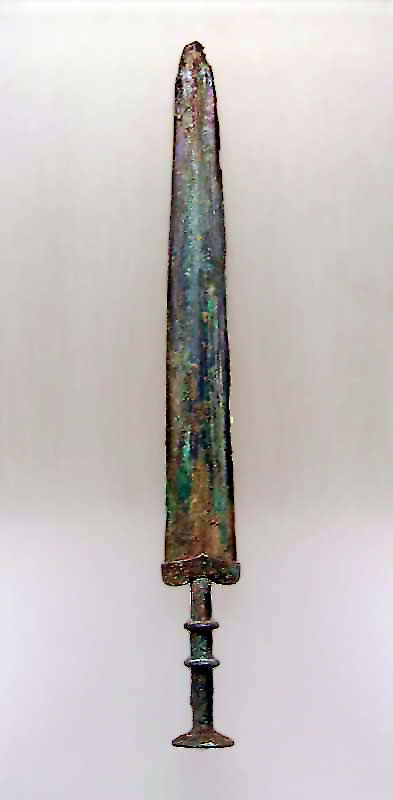
Espada recta de doble filo o «jian», época Zhou (siglo IX).

Sin embargo, según parece, los objetos de bronce chinos estaban reservados a las élites, pues se han encontrado muy pocas herramientas y muchísimas armas y objetos de culto. Esta situación perduró hasta la generalización del hierro.

### El hierro

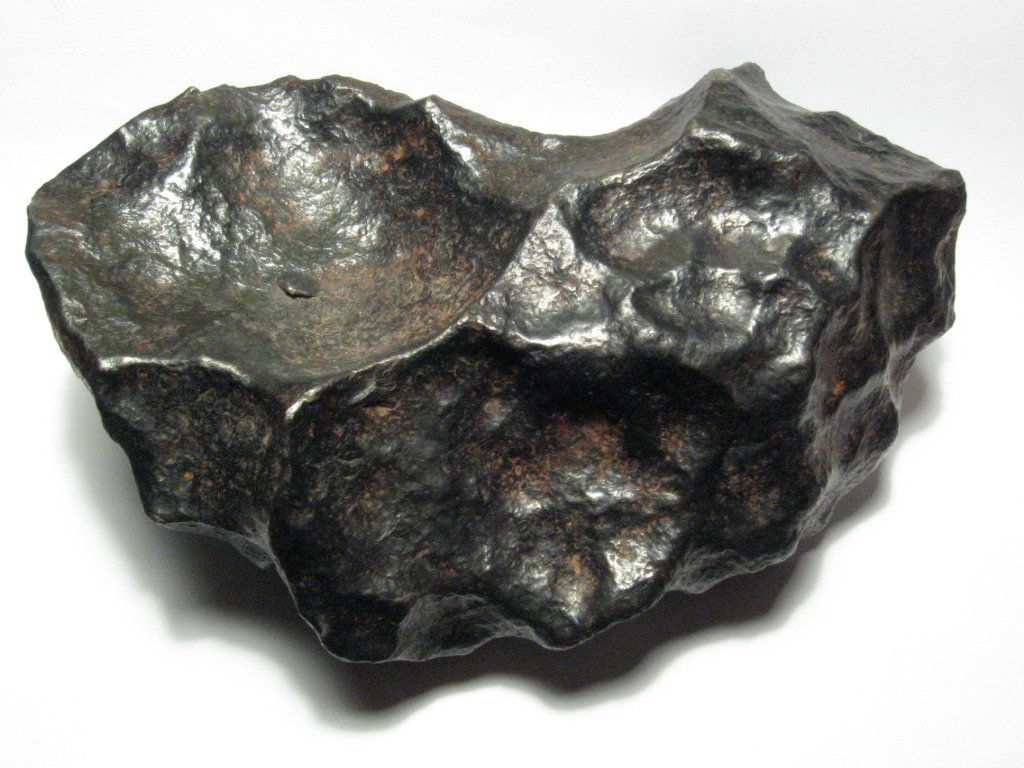
Hierro meteórico o sideral.

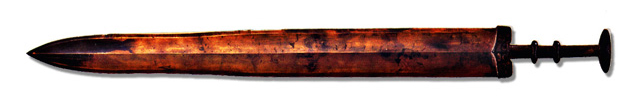
Espada bimetálica Jian de la época de los Reinos Combatientes.

El hierro es el cuarto elemento más abundante en la corteza terrestre; sin embargo, su utilización práctica comenzó 7000 años más tarde que el cobre y 2500 años después del bronce. Este retraso no se debe al desconocimiento de este metal, puesto que los antiguos conocían el hierro y lo consideraban más valioso que cualquier otra joya, pero se trataba de «hierro meteórico», es decir, procedente de meteoritos. El hierro meteórico era conocido tanto en Eurasia como en América (descrito más adelante).
Aunque durante milenios no hubo tecnología para trabajar minerales ferrosos, en el III milenio a. C. parece que algunos lo consiguieron: en las ruinas arqueológicas de Alaça Hüyük (Anatolia) aparecieron varias piezas de hierro artificial, entre ellas un alfiler, una especie de cuchilla y una espléndida daga con la empuñadura de oro. En el segundo milenio destacan un hacha de combate descubierta en Ugarit y, de nuevo, una daga con la hoja de hierro y una exquisita empuñadura de oro, que formaba parte del ajuar funerario de la tumba de Tutankamón. Las materias primas de estos primeros herreros debieron ser minerales como el hematites, limonita o magnetita, casi todos óxidos de hierro que ya eran utilizados para otros fines en la Prehistoria, por ejemplo para ayudar a eliminar impurezas de la fundición del cobre o como colorantes. De hecho se sospecha que en los hornos de fundición de cobre y bronce pudieron generarse pequeños residuos de hierro casi puro, a partir de los cuales comenzaría el conocimiento de la verdadera siderurgia. Hay antiguos hallazgos de hierro fundido por el hombre desde Siria a Azerbaiyán. Pero ninguno revela cómo fueron obtenidos ni las técnicas usadas. No se conservan ruinas de talleres, ni herrerías, por lo que se ignora de dónde proceden estos objetos, o dónde «se inventaron».

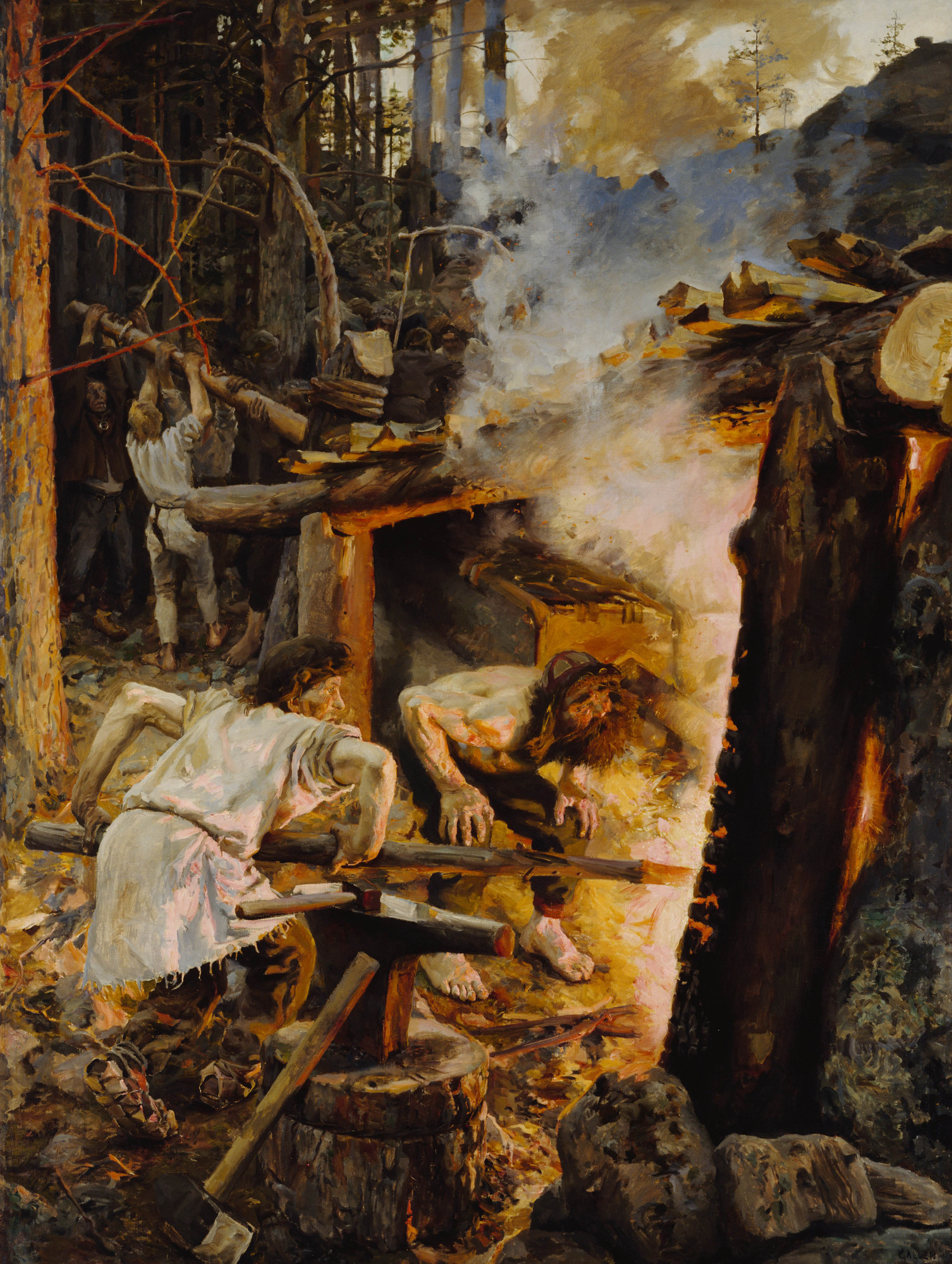
Recreación pictórica de una antigua fragua de hierro.

Por textos escritos en tablillas cuneiformes se sabe que los hititas fueron los primeros en controlar e, incluso, monopolizar los productos de hierro fabricados a mediados del milenio II a. C. Enviaban sus objetos a los egipcios, sirios, asirios, fenicios... Pero su producción nunca fue abundante. De hecho, muchos de los envíos eran regalos con finalidad diplomática, pues el hierro era diez veces más valioso que el oro y cuarenta veces más costoso que la plata. Cuando el Imperio hitita fue destruido por los llamados pueblos del mar, hacia el 1200 a. C., los herreros se dispersaron por Oriente Medio, difundiendo su tecnología: de este modo comienza la Edad del Hierro en el Próximo Oriente.
Fabricar hierro seguía un procedimiento muy distinto al del cobre y el bronce (para empezar el metal no se licuaba), primero porque había que conseguir hornos con gran capacidad calórica: el mineral machacado debía estar totalmente rodeado de carbón de leña (que se consumía en enormes cantidades) y numerosos fuelles que, a través de toberas, insuflaban oxígeno continuamente. El mineral debía ser precalentado en un horno y por medio de golpes se eliminaban algunas impurezas; luego se llevaba al estado incandescente, en un segundo horno, hasta obtener una masa denominada hierro esponjoso, altamente impuro, por lo que volvía a ser golpeado en caliente para refinarlo. Después de un largo y repetitivo proceso de martilleo y calentamiento, evitando que el hierro se enfriase, se obtenía una barra forjada, bastante pura, resistente y maleable. Para las armas y ciertas herramientas, el hierro se templaba enfriándolo bruscamente en agua, lo que provocaba cambios de la estructura molecular y una mejor absorción de carbono. Los testimonios más antiguos del proceso de templado del hierro candente se han hallado en Chipre y datan de 1100 a. C. Evidentemente, las instalaciones y herramientas de los herreros eran muy diferentes a las de los broncistas. El bronce siguió siendo un metal esencial para las antiguas culturas, sirviendo en campos diferentes en los que no se podía o no se sabía aplicar la tecnología del hierro.

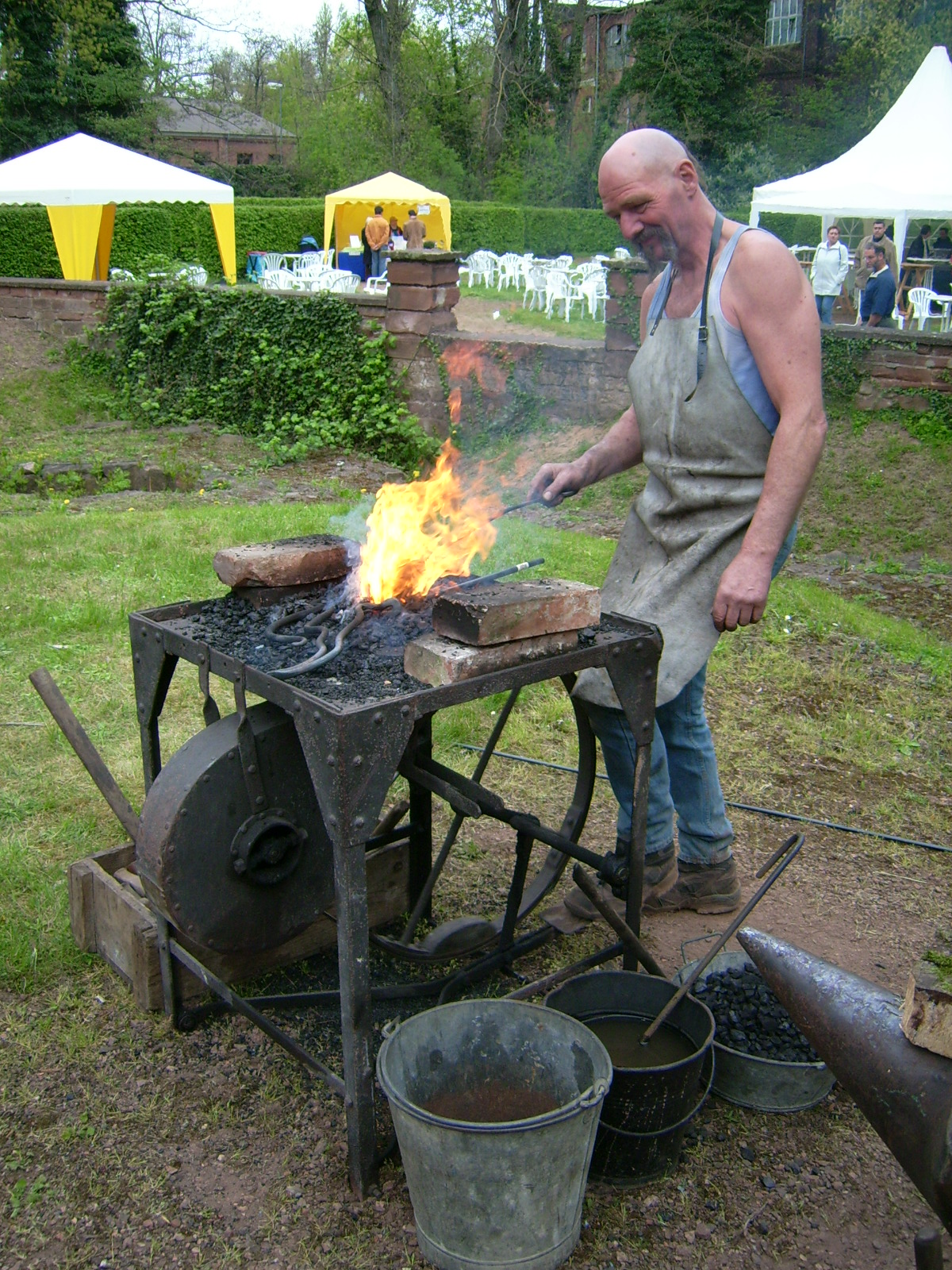
Recreación de una antigua forja.

El hierro es más abundante que el cobre y mucho más que el estaño. Por ello, una vez dominada la técnica, resulta más barato que el bronce. Cuando los hititas desaparecieron y sus artesanos se dispersaron, la producción de este metal aumentó considerablemente en todo el Próximo Oriente y los centros siderúrgicos se extendieron hasta el Egeo, Egipto e incluso Italia por el oeste; hacia Siria y Mesopotamia por el sur, hacia Armenia y el Cáucaso por el norte, y hacia las grandes civilizaciones asiáticas por el este.
- Europa: la Edad del Hierro europea comienza poco antes del año 800 a. C. y está protagonizada por pueblos, en su mayoría belicosos, que habitaban poblados fuertemente protegidos por murallas y otros sistemas defensivos. El hierro fue profusamente empleado para herramientas agrícolas y artesanales, aumentando la productividad y el nivel cultural del continente. Los artesanos de la Edad del Hierro europea conocían el hierro carburado: las placas de metal se trabajaban al rojo vivo, pero sin licuar, calentándolas entre carbón de leña para que absorbiese el carbono desprendido en la combustión. También desarrollaron el laminado, alternando láminas superpuestas de hierro con más carbono, y que eran más duras, con otras que tenían menos, y eran más maleables, hasta formar un haz que era forjado a unos 200 °C, cuando el metal adquiría un color amarillo claro. El calentamiento y martilleo continuo iba eliminando las impurezas y mejorando la calidad del metal hasta que acababa por crear una hoja compacta y muy resistente, al estar compuesto de láminas virtualmente soldadas, microscópicas y de cualidades físicas complementarias. Los europeos también supieron adornar ricamente sus joyas metálicas y sus armas, aprendiendo a engarzar empuñaduras de madera, hueso, marfil y, mejor aún, la técnica del nielado, incrustando barnices o finos hilos de plata formando complicadas filigranas.

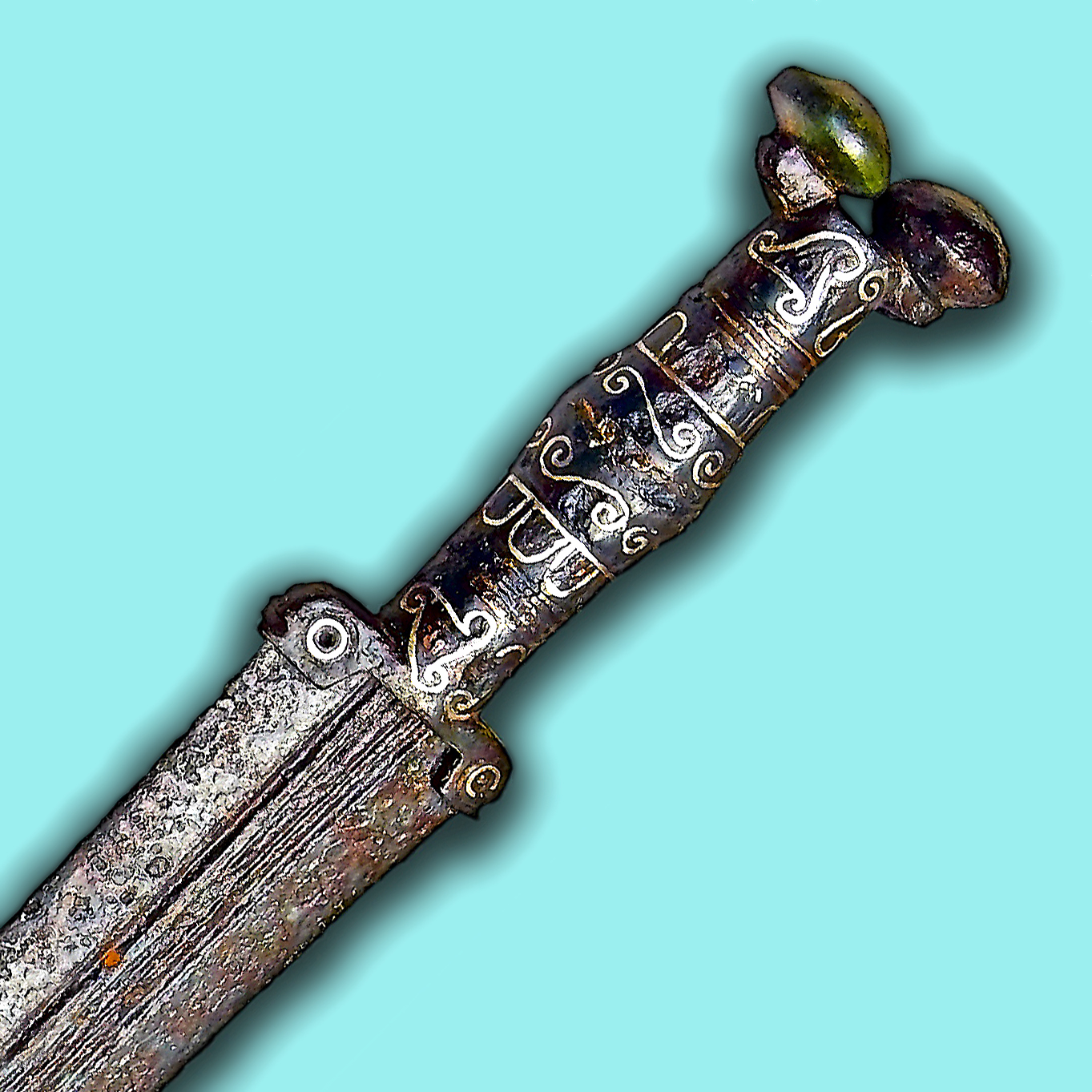
Empuñadura decorada, La Osera, Chamartín de la Sierra, Ávila, España
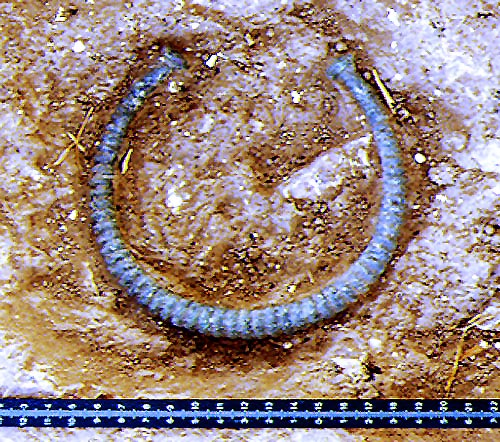
Torques de bronce, Arguedas, Navarra, España
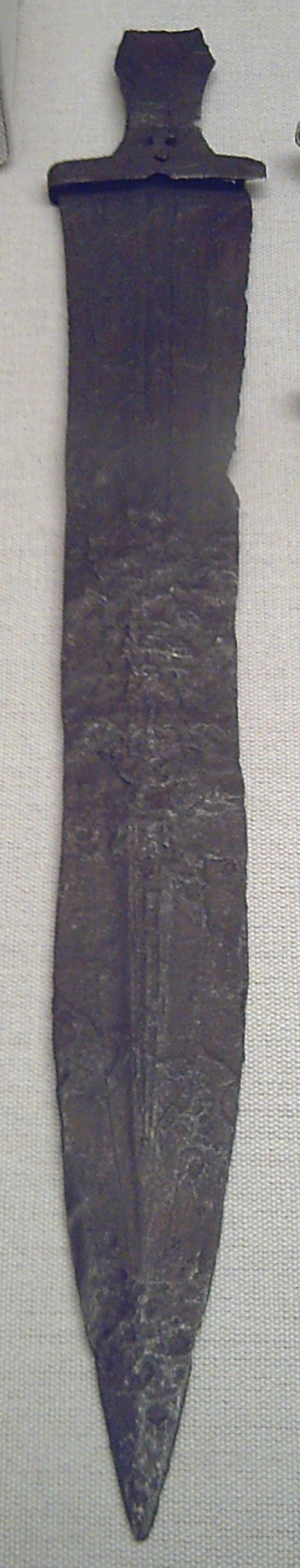
Espada de hierro laminado, Almedinilla, Córdoba, España
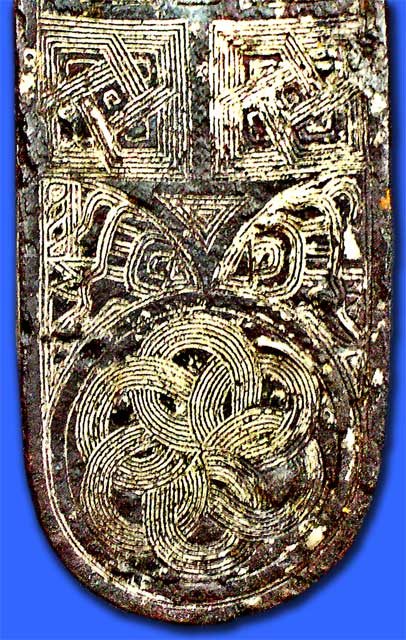
Nielado de plata, Padilla de Duero, Valladolid, España

Pilar de Hierro de Delhi.

- India: la Edad del Hierro comienza en la India en la etapa neovédica (o «vedismo tardío»), a comienzos del primer milenio antes de nuestra era, fase en la que se completa la expansión aria por el subcontinente. A pesar de las convulsiones, resulta paradójico que la metalurgia del hierro se manifestase como un catalizador de la agricultura, que adquiere toda su relevancia a partir del año 800 a. C. gracias a la aparición de la reja de arado y el hacha de hierro, que permitió ganar a la selva nuevos campos de cultivo y la expansión del arroz y la caña de azúcar (citada en el Átharva-veda). La plenitud de la Edad del Hierro coincide con los majayanapadas (dieciséis reinos en las que se consolida el sistema de castas, 700 a. C.-300 a. C.), periodo en el que es posible que inventasen la soldadura autógena por forja y una apreciadísima variante del acero llamada wootz de la India. El wootz es un acero muy rico en carbono y sin apenas impurezas ni oxidantes. Los indios comerciaban con lingotes de este material desde el siglo V a. C., ya que poseía cualidades portentosas, por lo que fue solicitadísimo en todo el Índico.[20] Además, existe en Delhi un testimonio asombroso de la habilidad metalúrgica de los indios: el «Pilar de Hierro», el único resto de un templo erigido durante el Imperio gupta, columna hecha de un hierro prácticamente puro, al 98% (casi podría decirse que es «hierro dulce»), que ha resistido el deterioro del tiempo gracias a una fina capa de óxido que la protege.

- China:[21] La transición entre la Edad del Bronce y la Edad del Hierro es muy larga en China, en parte debido a la inigualable pericia de los broncistas chinos, y en parte debido a la situación social del país. Lo cierto es que los chinos conocían el hierro desde la dinastía Zhou. En 1949 se descubrieron varias espadas zhou del principios del I milenio a. C. en las que se habían utilizado láminas de hierro meteórico. Poco después comenzó a emplearse también hierro mineral. Sin embargo, los metalúrgicos chinos usaban el hierro para mezclarlo con el bronce por el sistema del laminado y la soldadura autógena por forja para fabricar espadas (a menudo llamadas «bimetálicas» por esa magistral combinación de bronce y hierro). Además, los herreros chinos descubrieron que una pátina de óxido de cromo protegía el metal de la corrosión.

Las armas más apreciadas eran las espadas, que eran forjadas y laminadas con aleaciones más duras para el filo y más maleables para la vena central. Las espadas de hoja recta y doble filo eran llamadas jian (propias de la nobleza guerrera, pues eran muy caras y difíciles de manejar), y las de hoja curva y filo simple se denominaban dao (más baratas y versátiles, se popularizaron entre los guerreros menos pudientes). La efectividad de la aleación otorgó a las «espadas Jian» un enorme prestigio, en tanto que los «sables dao» eran muy populares, por lo que tardaron en ser desbancados por las armas de hierro.
A pesar de que los chinos tardaron en adaptarse a la mecánica de la fabricación del hierro, cuando la aceptaron lograron avances impensables. Por ejemplo, se ha podido constatar que en el siglo V a. C., no solo comienzan a ser habituales las armas de hierro (como la espada jian descubierta en Ch'ang Sha), sino que uno de los muchos estados que se inscribe en el periodo de las Primaveras y Otoños, llamado Wu (a orillas del Yangzi) descubrió la fundición del hierro: los artesanos de Wu construyeron hornos que superaban los 1350 °C (es decir, auténticos altos hornos), en los que el hierro se fundía hasta licuarse. No obstante, el producto obtenido, llamado arrabio, tenía tal cantidad de carbono (cerca del 5%, a veces, incluso más), que resultaba demasiado quebradizo para ser útil, por lo que después era necesario descarburizarlo, para ello era sometido a altas temperaturas en hornos abiertos que liberaban los gases en forma de óxidos de carbono: así se obtenía un hierro fundido maleable y funcional. A partir del siglo III a. C. la técnica se difundió hacia el norte de modo que en la etapa siguiente, la de los Reinos Combatientes, los objetos de hierro son comunes, y no solo se conocen minas datadas en esa fase, sino que en Hebei aparecieron numerosas tumbas de guerreros con armas de hierro, unas forjado y otras fundido, junto a piezas ornamentales de bronce (lo cierto es que el bronce siguió siendo preferido por la élite, especialmente para objetos ceremoniales como calderos o campanas rituales).

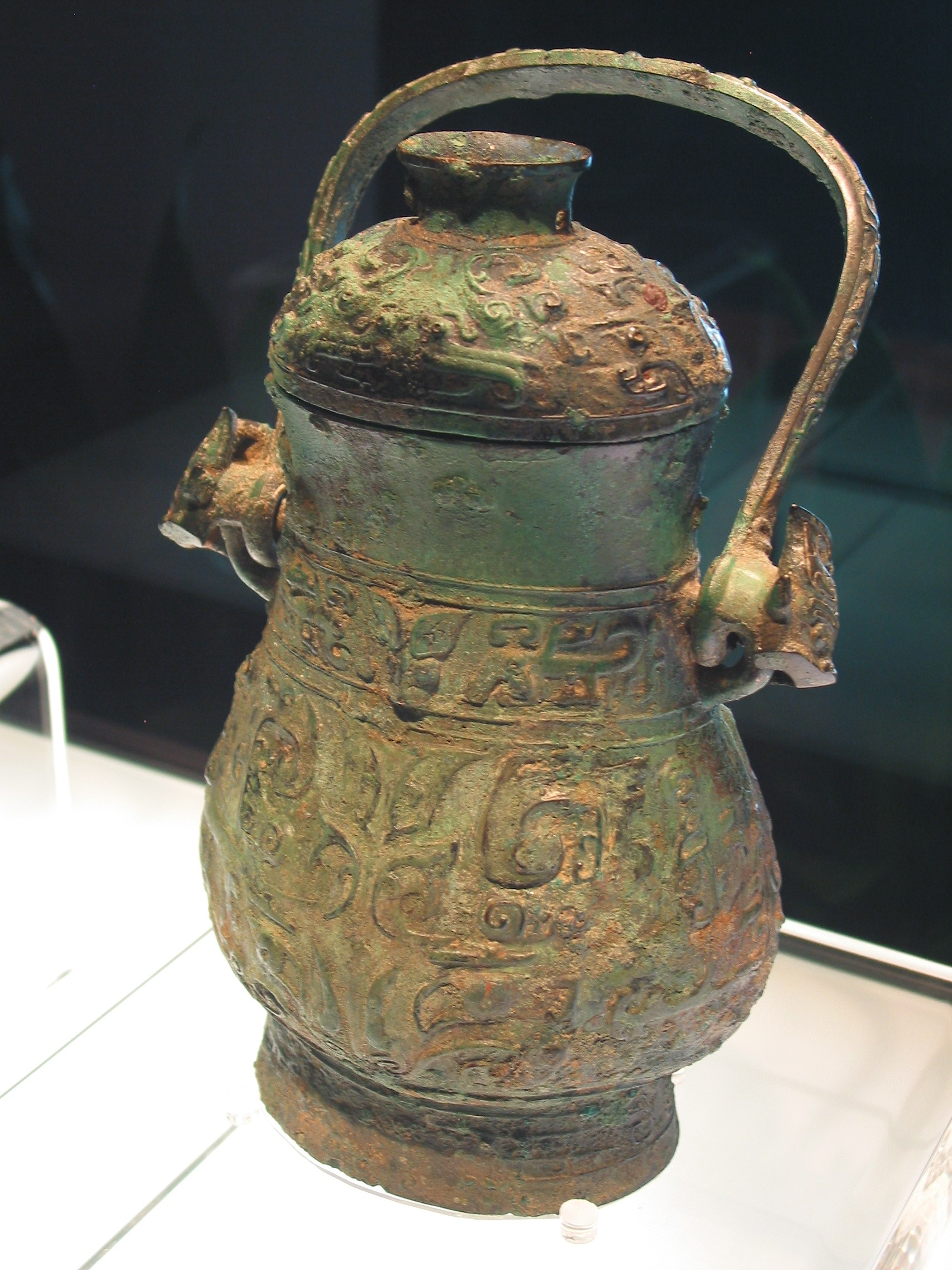
Caldero ritual de bronce tipo yeou, para vino.
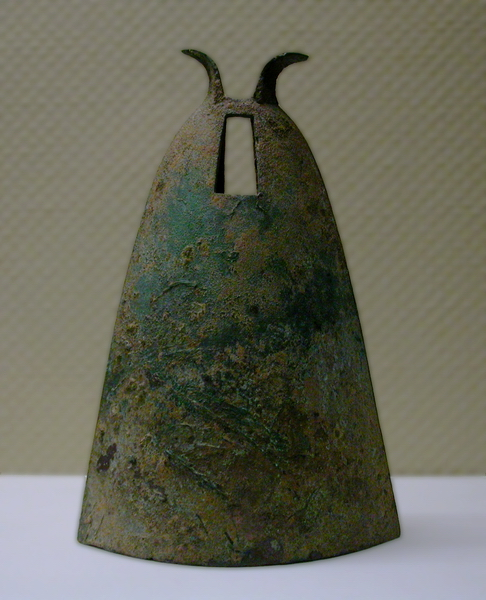
Campana ritual de bronce de los Reinos del Sur.
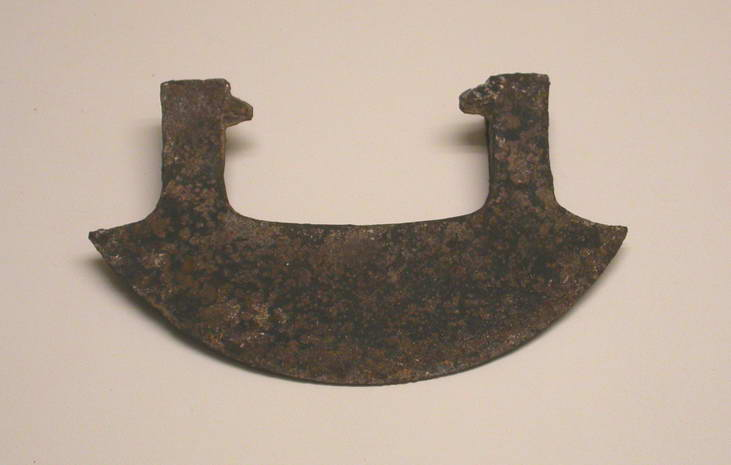
Cuchilla de hierro de la dinastía Qin (siglo III a. C.).

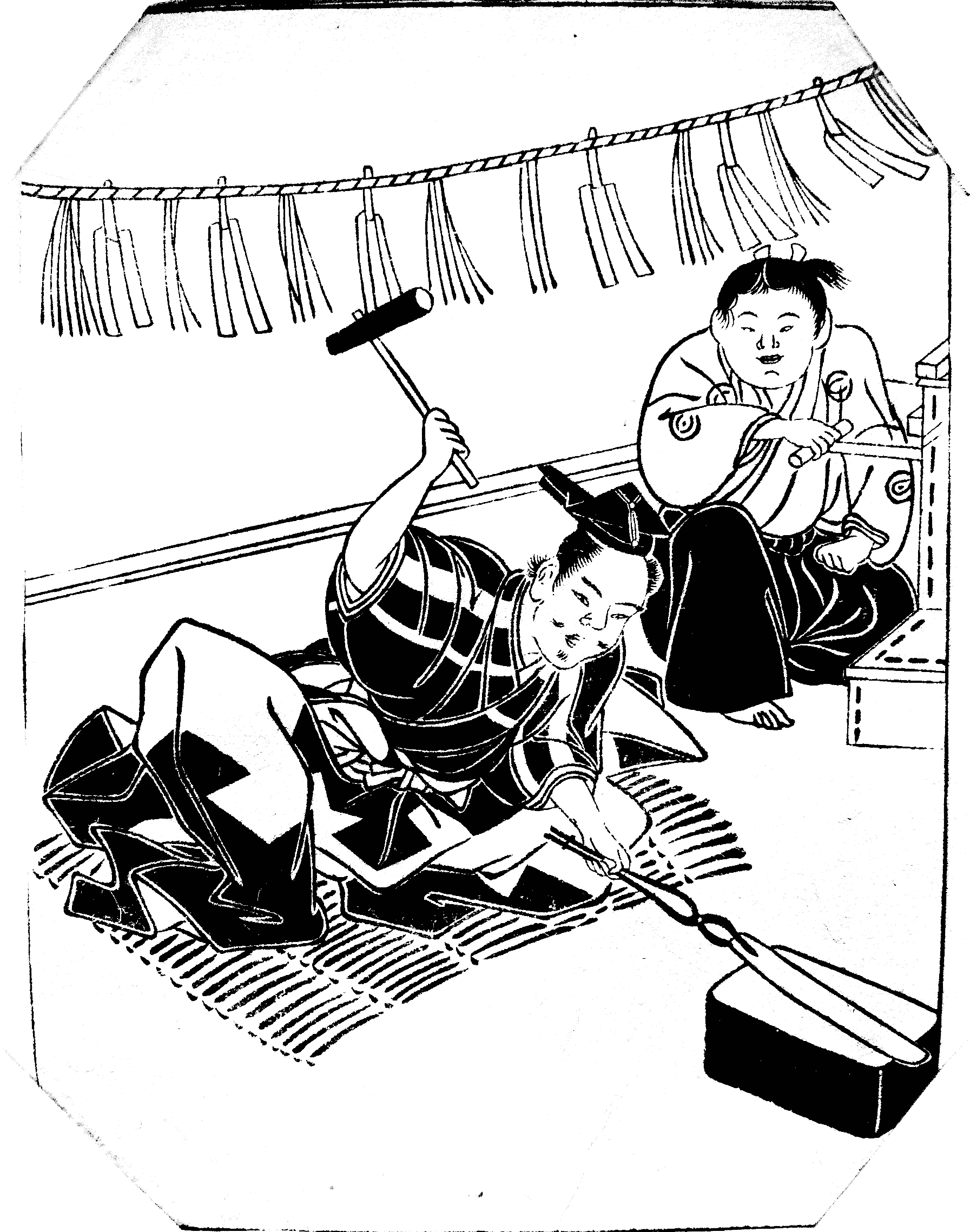
Escena de forja japonesa.

Las armas y herramientas de hierro se generalizan a gran escala en el Primer Imperio Han (202 a. C. – 9 d. C.), de hecho, el soberano se apropió del monopolio del hierro fundido, construyendo numerosos hornos en la provincia de Henan. Los avances siguieron, hasta se llegó a descubrir el pudelado, que los chinos llamaron chao (un sistema que permite refinar el arrabio en un horno especialmente diseñado, para que la oxidación elimine el exceso de carbono). Los chinos también aprendieron a mezclar hierro fundido con hierro forjado para obtener acero auténtico. De hecho, existía la leyenda de que Liu Bang, el primer emperador de la dinastía Han, poseía una espada de acero, de cualidades asombrosas, fabricada por este sistema.
- Japón:[23] Con la llegada de invasores coreanos y chinos, la cultura neolítica del Japón, llamada Jomon, desapareció dando lugar a la llamada cultura Yayoi. Esto ocurrió en torno al 300 a. C., y vino acompañado de numerosos adelantos traídos del continente, entre ellos los metales: el hierro llegó a Japón al mismo tiempo que el bronce. De hecho en Japón la fase Yayoi es también llamada «Edad del Bronce-Hierro». La creación más original de la metalurgia yayoi son las campanas rituales de bronce (llamadas «Dôkaku»), profusamente decoradas con motivos abstractos e incluso figurativos.

## África
En África no puede decirse que existieran ni el Calcolítico ni la Edad del Bronce en sentido estricto, a excepción de Egipto y, por influencia de este, la costa mediterránea, que pudo conocer el bronce en el II milenio a. C.. Se sospecha que la cultura ibérica de El Argar pudo haber influido en la llegada de la metalurgia del bronce a la cordillera del Atlas. Sin embargo, estas influencias desaparecen más allá del desierto del Sáhara. Así, el África subsahariana conoció un desarrollo muy particular: accedió a la metalurgia del hierro de manera autóctona hacia el 1800 a. C. en lo que actualmente es el desierto de Níger, según unos, o hacia el 600 a. C., según otros, pero siempre sin pasar por las supuestas fases previas.

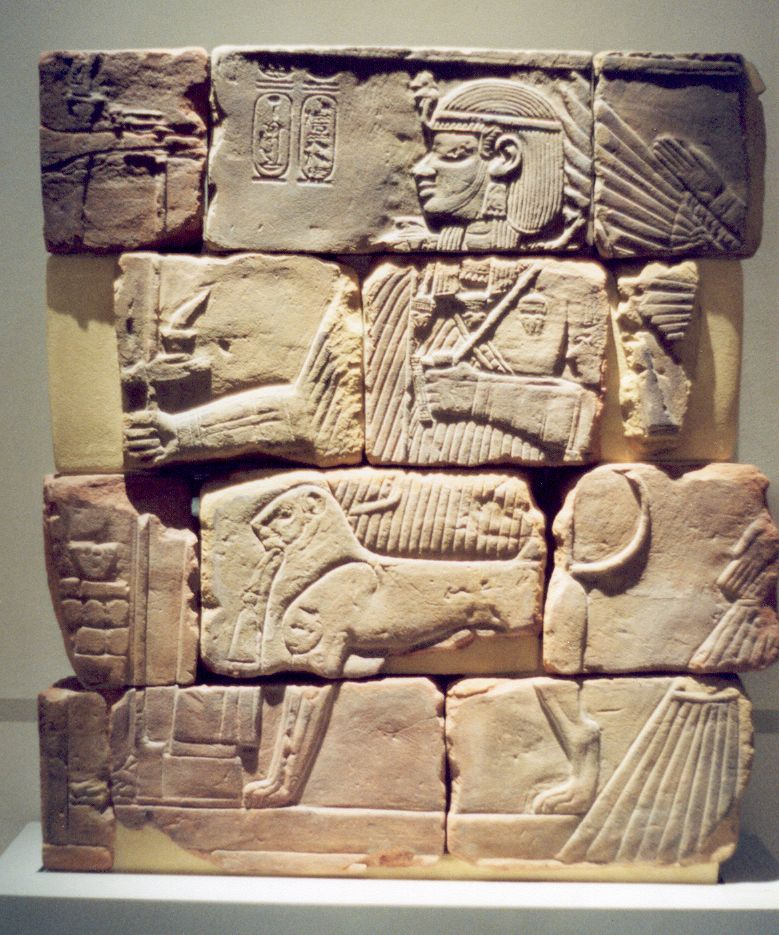
Relieve funerario de Meroe, Kush.

Además de dominar periódicamente las regiones asiáticas de Canaán y el Sinaí, los faraones egipcios controlaban los territorios nubios, situados al sur de la primera catarata del Nilo (Elefantina). Este dominio tuvo especial relevancia al comenzar el primer milenio, ya que indujo el nacimiento de un estado independiente, el país de Kush. Este reino, gobernado por gentes de origen autóctono, fue desplazándose hacia el sur, a medida que la presión de las potencias mediterráneas aumentaba, así, pasó de tener la capital en Kerma (3.ª catarata del Nilo), a Napata (4.ª catarata), desde la que, durante un tiempo pudo dominar Egipto (dinastía XXV, siglos VIII y VII a. C.), brevemente, pues los asirios conquistaron el delta; por último la capital se trasladó a Meroe (entre la 5.ª y la 6.º catarata). A diferencia del Egipto faraónico (que siempre careció de materias primas o combustible suficiente), Meroe gozó de una importante industria metalúrgica del hierro, desde antes del 500 a. C., pues poseía productivos yacimientos metalíferos al norte y abundante madera al sur, de hecho se conservan montañas de escorias de aquella época. Meroe sufrió un continuo aislamiento que le obligó a una economía casi autárquica, hasta que la ciudad fue destruida por los nuba en el 350 d. C.
Cartago, también se asocia a la expansión del hierro por el norte de África; y, aunque tenía relaciones comerciales que se adentraban hacia el corazón del continente, su interés nunca fue el dominio territorial, solo la adquisición de ciertas materias primas y esclavos. Tampoco los romanos, tras la conquista se propusieron adentrarse en el desierto, por lo que el resto de África se caracterizaría por un desarrollo cultural singular debido al aislamiento.

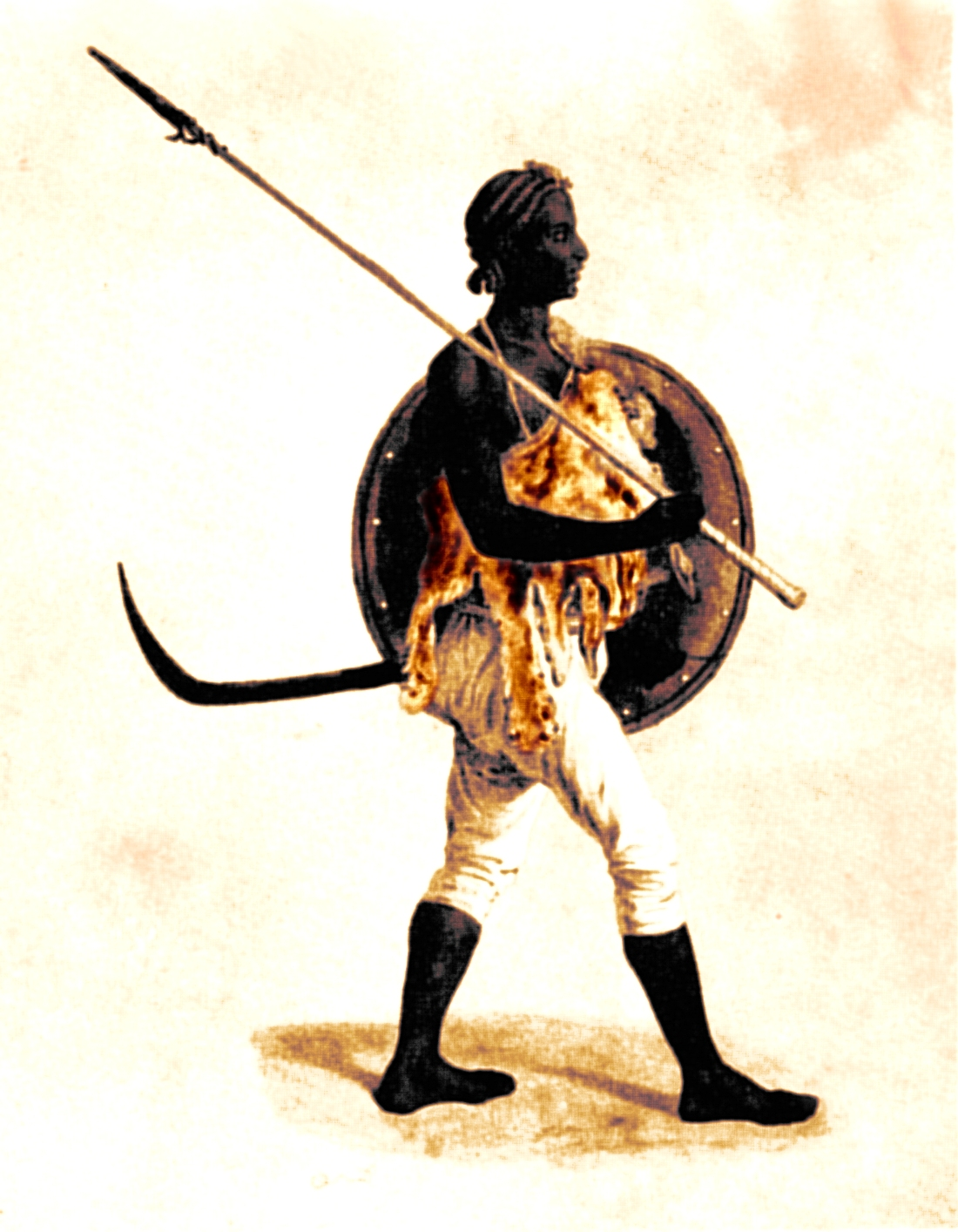
Guerrero abisinio.
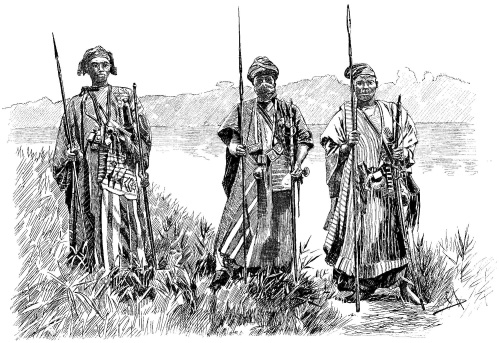
Guerreros cameruneses.
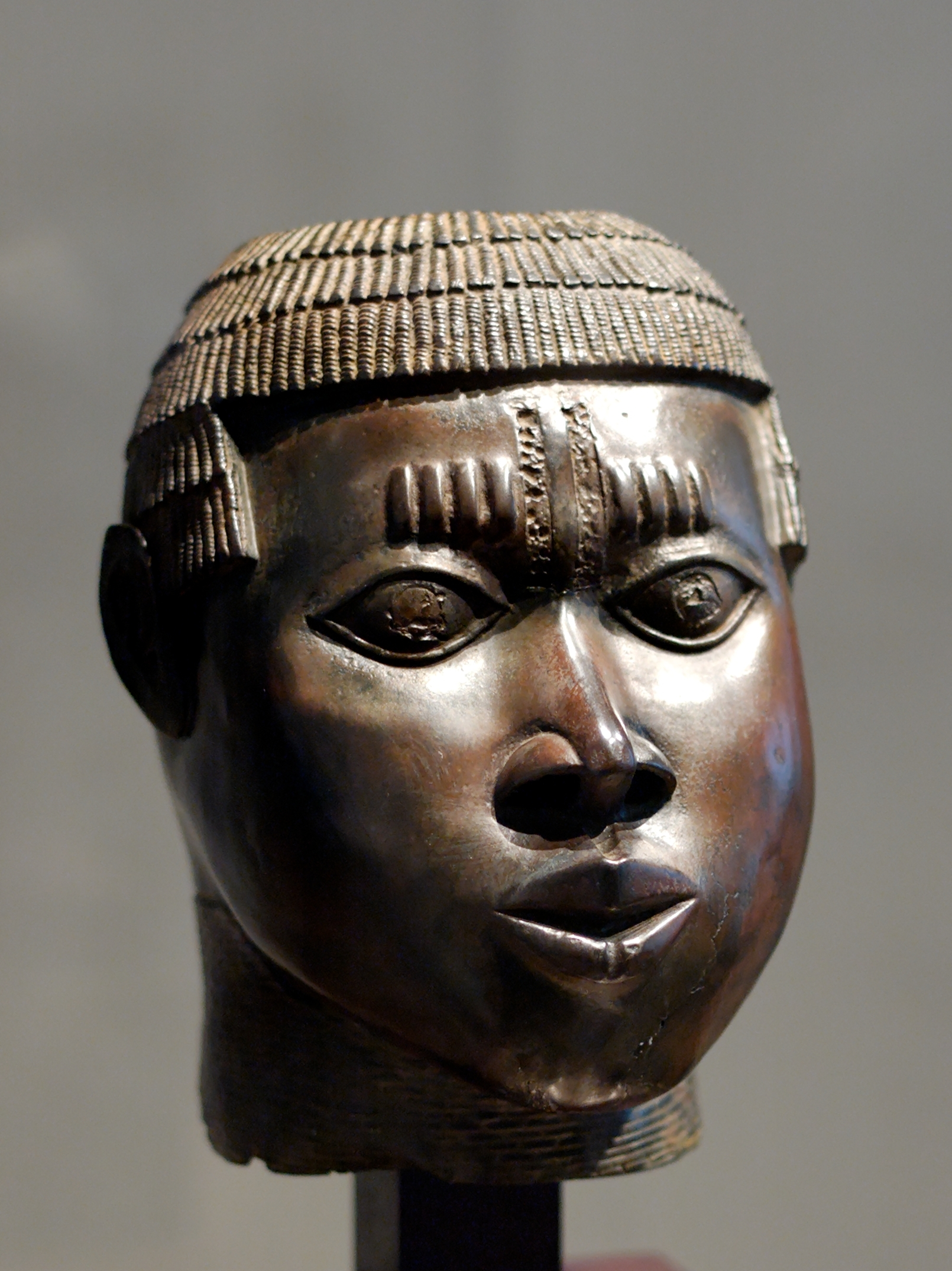
Bronce de Benín, S. XV.
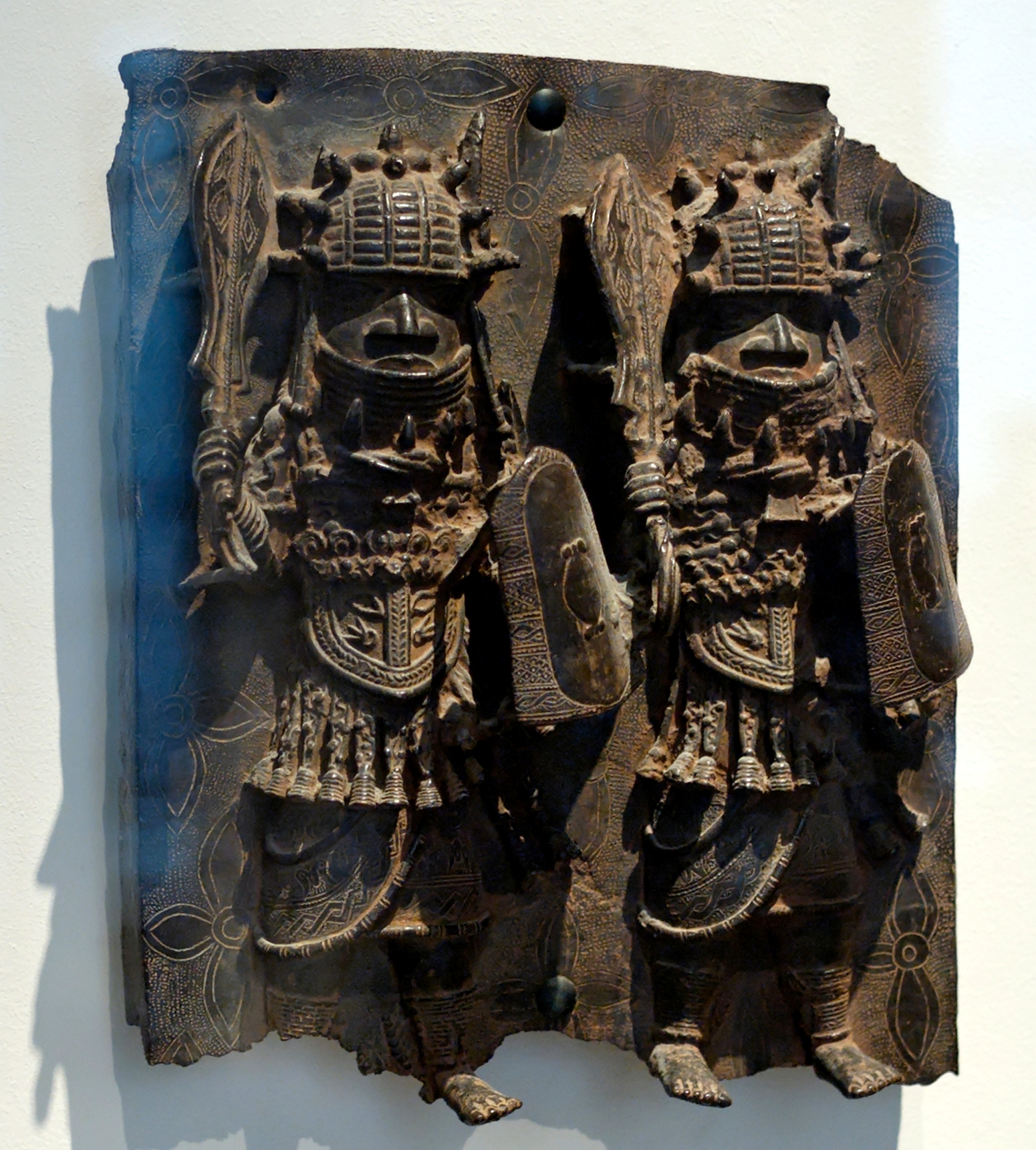
Bronce de Benín, S. XVI.

El hierro apareció en el África subsahariana por primera vez en la civilización de Nok, entre el 600 a. C. y el 200 d. C., y desde allí se difundió hacia el sur junto con la expansión bantú. Entonces no solo se desarrolló la metalurgia funcional del hierro, sino también la del bronce. La metalurgia supuso un importante avance productivo que favoreció el género de vida agrícola y el aumento de la población. Aunque en toda la mitad meridional de África convivieron agricultores, ganaderos y cazadores-recolectores. El aumento de población es el causante principal de la expansión bantú hacia el sur, lentamente, hasta que en el primer siglo de nuestra era todo el continente ya conocía los metales. El bronce no solo no se abandonó sino que, a menudo, se empleó con fines artísticos (como ocurre por ejemplo con los bronces de Benín).

## América
En América, se desarrolló la metalurgia del oro, la plata, el cobre y el bronce;[cita requerida] pero, en ningún caso, esta tecnología incidió decisivamente en las economías precolombinas. Las pepitas de cobre nativo se conocían desde la antigüedad en varias regiones de América, por ejemplo en la región de los Grandes Lagos, donde abundaban los yacimientos de cobre nativo. Desde el 4000 a. C. los pueblos locales acostumbraban a golpearlas hasta darles forma de punta de flecha, aunque nunca llegaron a descubrir la fusión.
Las primeras pruebas encontradas hasta ahora de la metalurgia del cobre corresponden a los inicios del I milenio a. C., en los altiplanos boliviano y peruano. También se efectuaron aleaciones de este metal con plata y oro a partir del 500 a. C. en las actuales Colombia y Perú. Solo a partir de la fase Chimú se comenzó a usar el cobre arsenicado. El metal casi siempre sirvió para fabricar objetos rituales o de prestigio, siendo pocos los artefactos utilitarios encontrados.
En los Andes, el punto de partida de este desarrollo tecnológico son las láminas de oro nativo asociadas a martillos y yunques de piedra pulimentada descubiertos en el departamento de Apurímac, concretamente en Huayhuaca, datados en el 1800 a. C. Sin embargo, la primera gran cultura metalúrgica del continente fue la de Chavín de Huantar, que, desde, al menos el 800 a. C. elaboraba objetos de oro en forma de placas martilleadas y repujadas. Incluso llegó a unir varias placas para formar estatuillas de chapa de oro.
Más tarde, en torno al siglo IV a. C. la cultura Moche incorporó la plata y el cobre ya refinado a partir de la malaquita y otros carbonatos cupríferos; la metalurgia se enriqueció notablemente con nuevas técnicas, como el repujado en caliente, la incrustación de gemas y, en especial el baño de plata y el baño de oro: el baño de plata consistía en sumergir un objeto de cobre en una solución de plata pulverizada y sales corrosivas, el cobre reaccionaba ionizándose y absorbiendo parte de la plata, posteriormente se calentaba el objeto para mejorar la adherencia y se bruñía para darle brillo. El baño de oro consistía en calentar un objeto de cobre con polvo de oro hasta su oxidación, esta implicaba la absorción del polvo de oro, pero después era necesario retirar la capa externa, oxidada, por medio de ácido, para que el oro saliese a la superficie, después se bruñía, también. Un excelente ejemplo de las capacidades metalúrgicas mochicas son las más de 400 joyas halladas en la tumba del Señor de Sipán. Hay noticias, asimismo, de que los mochicas usaban, a menudo, para utensilios prácticos, un cobre con un fuerte contenido en arsénico.

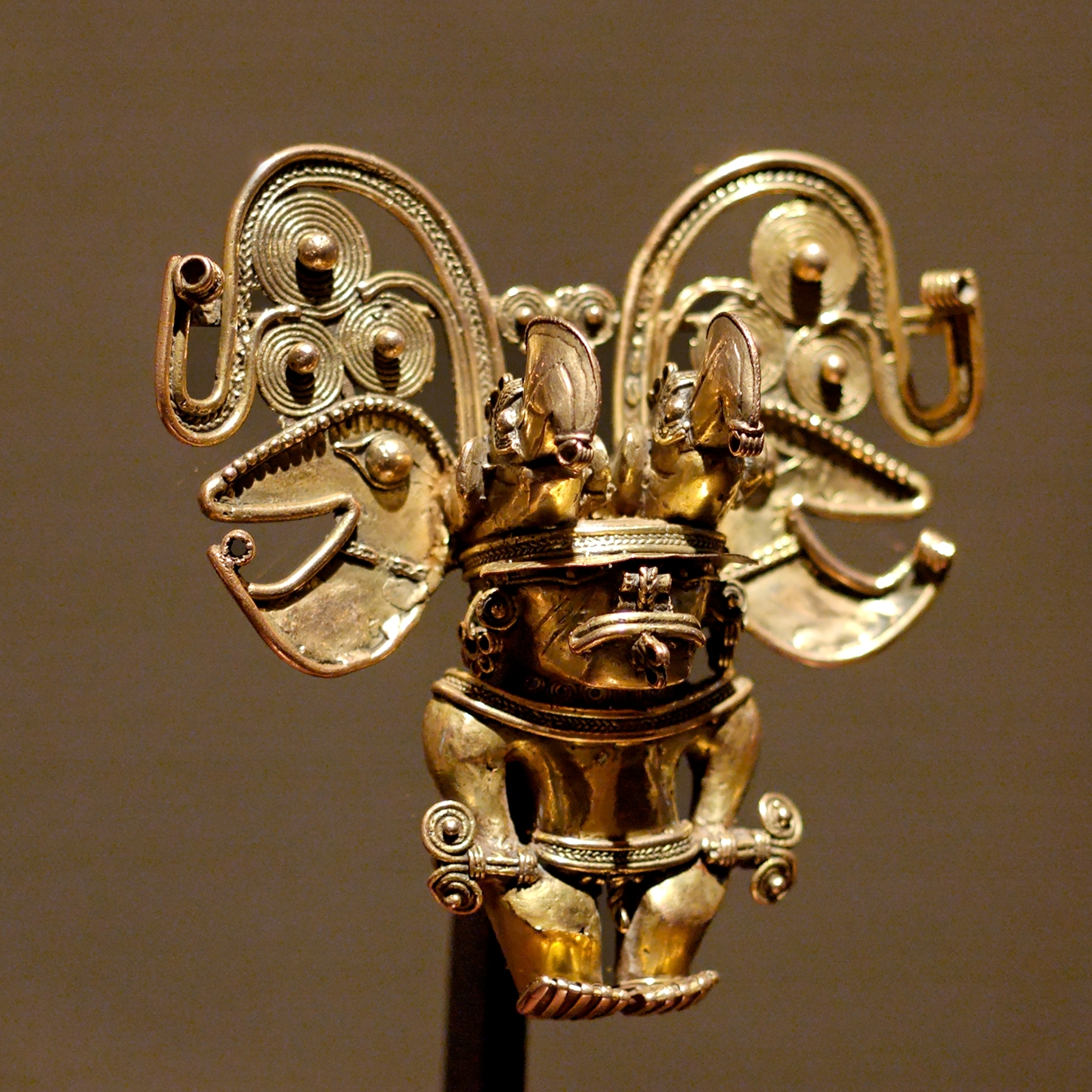
Colgante Tairona de oro a la cera perdida. S. X-XV, Colombia.

No se conoce con seguridad cuándo y dónde apareció el bronce auténtico (aleación de cobre y estaño): unos investigadores creen que su uso se inició en los Andes centrales, en el valle del Lurín en torno al año 850, mientras que otros aseguran que en la cultura Tiahuanaco ya se usaba ampliamente. Se supone que se difundió rápidamente, de modo que antes del año 1000 ya se había desarrollado su tecnología en toda la cordillera, desde Chile hasta Colombia. Para la época Inca el uso del bronce ya se había generalizado.
La llamada Zona Intermedia (entre Ecuador y Colombia) también tiene una antigua tradición en el trabajo de los metales, casi tanto como la de los Andes. De hecho, allí se ubican los mayores expertos en aleaciones metálicas de la América precolombina: los muiscas. Estos amerindios mezclaban plata, oro y cobre en diversas proporciones, pero la aleación más exitosa fue llamada tumbaga (de cobre y oro, que añadía resistencia a las joyas, sin perder su apariencia áurea: los muiscas, habitantes de Colombia y Ecuador son también los inventores del moldeo a la cera perdida, en el primer siglo de nuestra era.

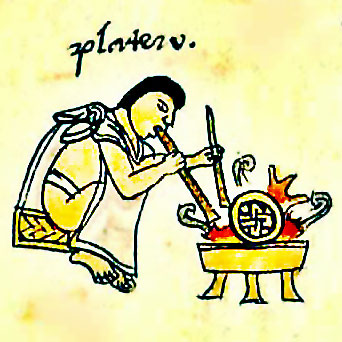
Fundidor avivando el fuego mientras retira impurezas con un escoriador
(Códice de Medoza).

De entre todas las culturas precolombinas de la Baja Mesoamérica, destacan los mixtecos, cuyo origen es tan antiguo que se sospecha que ya existían en el período preclásico mesoamericano. Los mixtecos, además de conocedores de las técnicas antes citadas, fueron inventores de otras como la soldadura, la filigrana, el damasquinado, el chapado en oro..., en fin que su orfebrería era equiparable a la del Viejo Mundo. Los mixtecos también eran expertos en la fundición de cobre y conocían el bronce. Numerosos códices ilustran las técnicas de fundición y reducción de estos metales.
Sin embargo, la metalurgia no alcanzó la importancia económica y social del Viejo Mundo; aunque se elaboraron hachas, azadas, mazas, lanzas y otros objetos de bronce, eran más bien raros y no mejoraron sensiblemente la productividad de la mayoría de la sociedad ni la efectividad bélica de sus ejércitos. Incluso las mazas de guerra, que se fabricaban tanto en piedra como en bronce eran, a menudo, de prestigio. Los cuchillos también solían ser ceremoniales. La tecnología usada para fabricar estas joyas solo estaba al alcance de las élites.
Los americanos conocieron otros metales; por ejemplo, el platino y el hierro.
- El platino lo usaron mezclado con el oro: aunque nunca consiguieron una auténtica aleación de estos metales dado el alto punto de fusión del platino. El compuesto (oro blanco) se obtenía martilleando el oro con polvos de platino (a menudo en caliente), hasta conseguir una pasta uniforme a la que se podía dar la forma y ornamentación deseada (esta técnica sigue usándose a escala industrial con aleaciones que requieren elevadísimas temperaturas de fusión, como el tungsteno o el titanio y recibe el nombre de pulvimetalurgia).
- El hierro solo era conocido a través de meteoritos y era utilizado en forma de esquirlas, como si fuesen lascas, por parte de los indígenas de América del Norte. Aunque el ejemplo más interesante es la explotación del meteorito mexicano llamado «Descubridora» (en Charcas, San Luis Potosí), que aún conserva un trozo de cincel precolombino de cobre clavado. Otro uso común del hierro precolombino es como colorante de cerámica, una vez pulverizado y añadido antes de la cocción.

A efectos materiales, el utillaje de la mayor parte de los pueblos precolombinos se mantenía en la Edad de Piedra: pocos dominaban la metalurgia del bronce y ninguno la del hierro. Sin embargo, desde el punto de vista cultural, sociedades como la inca, maya o mexica habían desarrollado estructuras sociales y políticas muy complejas, tenían un carácter totalmente urbano y mantenían sistemas de registro (escritos o de otro tipo), por lo que no deberían ser estudiadas como prehistóricas.

## Contextualizando la Edad de los Metales
Aunque la metalurgia haya sido ampliamente definida como un gran avance en el proceso civilizador del ser humano, lo cierto es que en sus primeros momentos, durante el Calcolítico, no fue más que una innovación tecnológica relativa. Esta se inscribiría en un conjunto de procesos de cambio que se produjeron a partir del V milenio a. C. en el Mediterráneo oriental y que, todos juntos, provocaron la denominada emergencia de las primeras sociedades complejas. Entre ellos estarían, además de la metalurgia, la intensificación de la producción, nuevos modelos de ocupación del territorio, la especialización artesanal, el incremento de los intercambios y la estratificación social.
Para Renfrew y Chapman la complejidad social fue el resultado del incremento y diversificación de la producción y los intercambios. Gracias a estos se generalizó el uso de la rueda y del carro por Europa central y occidental. La metalurgia del cobre se extendió a la par que el vaso campaniforme. Así, la uniformidad y extensión de los fenómenos campaniforme, cordado y globular suele ser interpretada como resultado del comercio a larga distancia. Todos estos cambios provocaron el paso del modo de producción doméstico neolítico (autárquico) a una serie de economías integradas (interdependientes), dirigidas por jefes estables, que ejercían la coerción para apropiarse de los excedentes de las comunidades, que en el área mediterránea llegaron a alcanzar niveles considerados como protourbanos. A estas sociedades se les ha dado el calificativo de preestatales. Asimismo, el carácter transformador de la metalurgia probablemente debió incidir en las mitologías calcolíticas generando divinidades demiúrgicas y la estratificación social se debió reflejar también en unos panteones más jerarquizados, regidos por deidades masculinas y guerreras, que desplazaron a las diosas madre neolíticas.
La mayoría de los investigadores admite que la metalurgia pudo haber sido inventada en varios puntos del planeta diferentes y en periodos distintos. La necesidad de materias primas estimuló la exploración del mundo e incrementó el intercambio de mercancías e ideas entre gentes de lugares remotos.
Pero esto se produjo a partir de la implantación del bronce, cuando la presión comercial provocó una mayor complejidad y extensión de las redes de intercambio, que incluían el estaño atlántico, el ámbar báltico y la sal centroeuropea. La generalización de comunidades con estructuras altamente jerarquizadas es simultánea a la aparición de armas, elementos específicamente creados para la guerra. A la vez desaparecieron progresivamente el vaso campaniforme y el megalitismo, así como los usos funerarios correspondientes.